# Dubrovnik

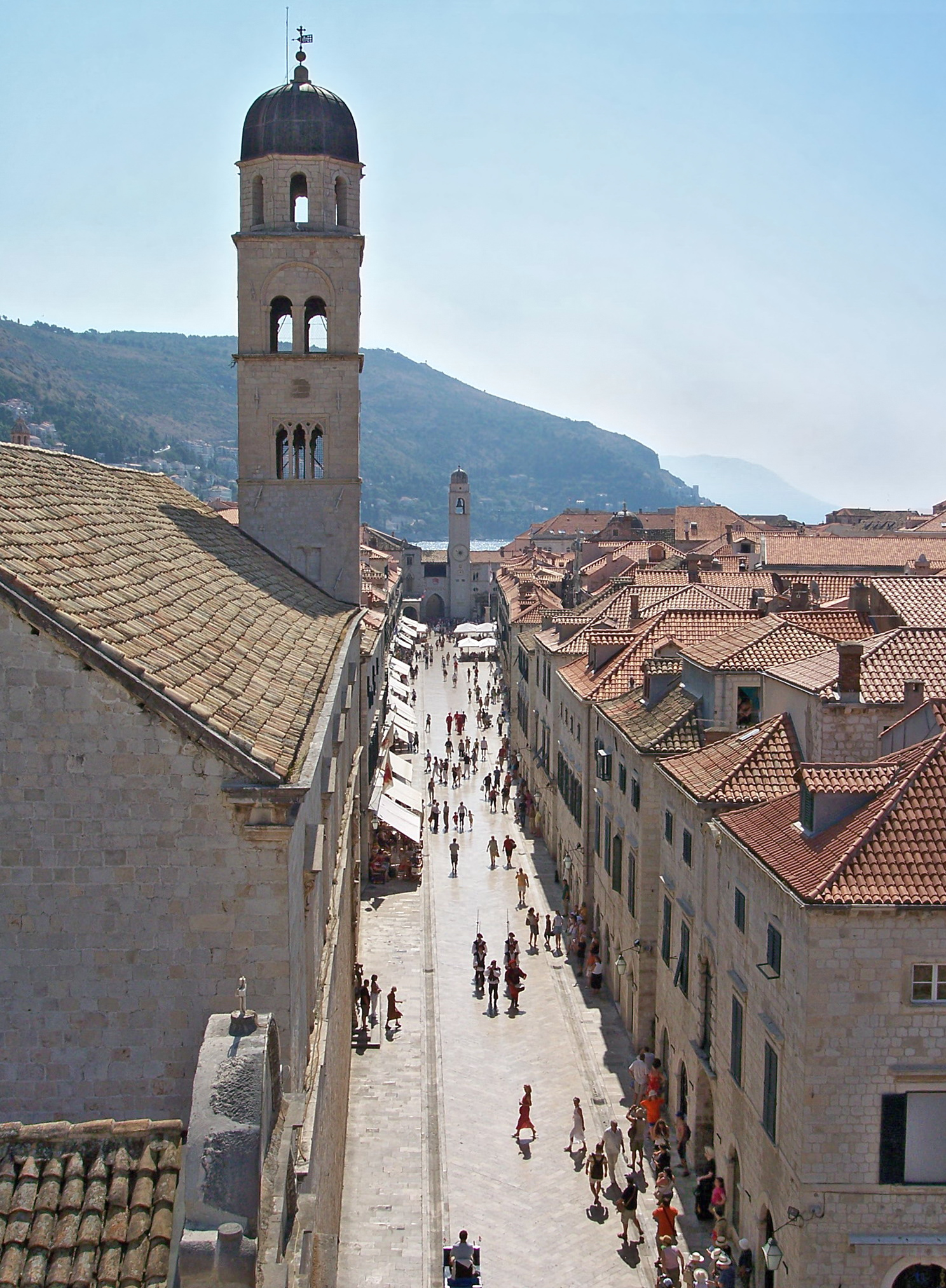
Stradun, đường chính của Dubrovnik

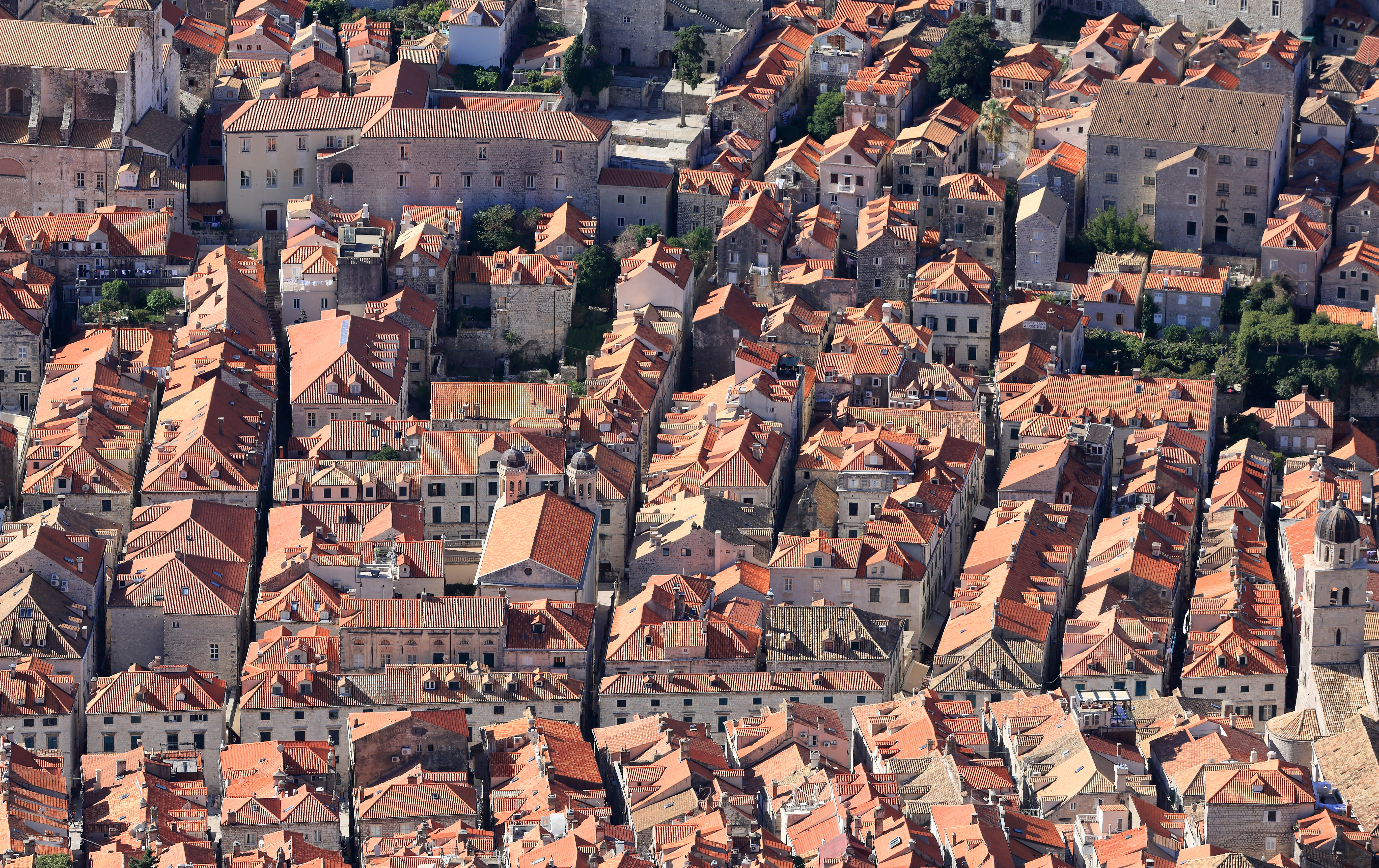
Phố cổ nhìn từ trên cao

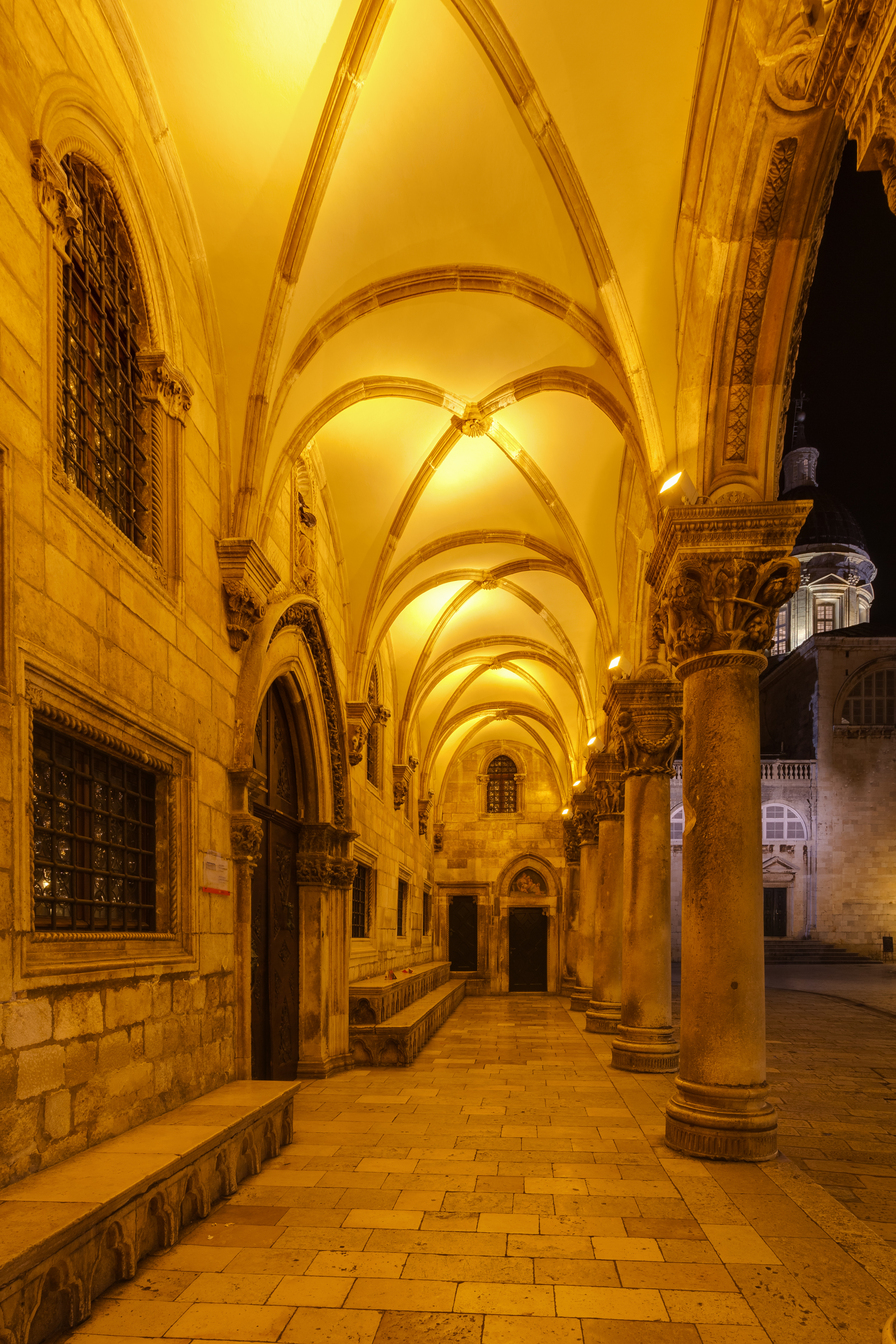
Lâu đài Rector

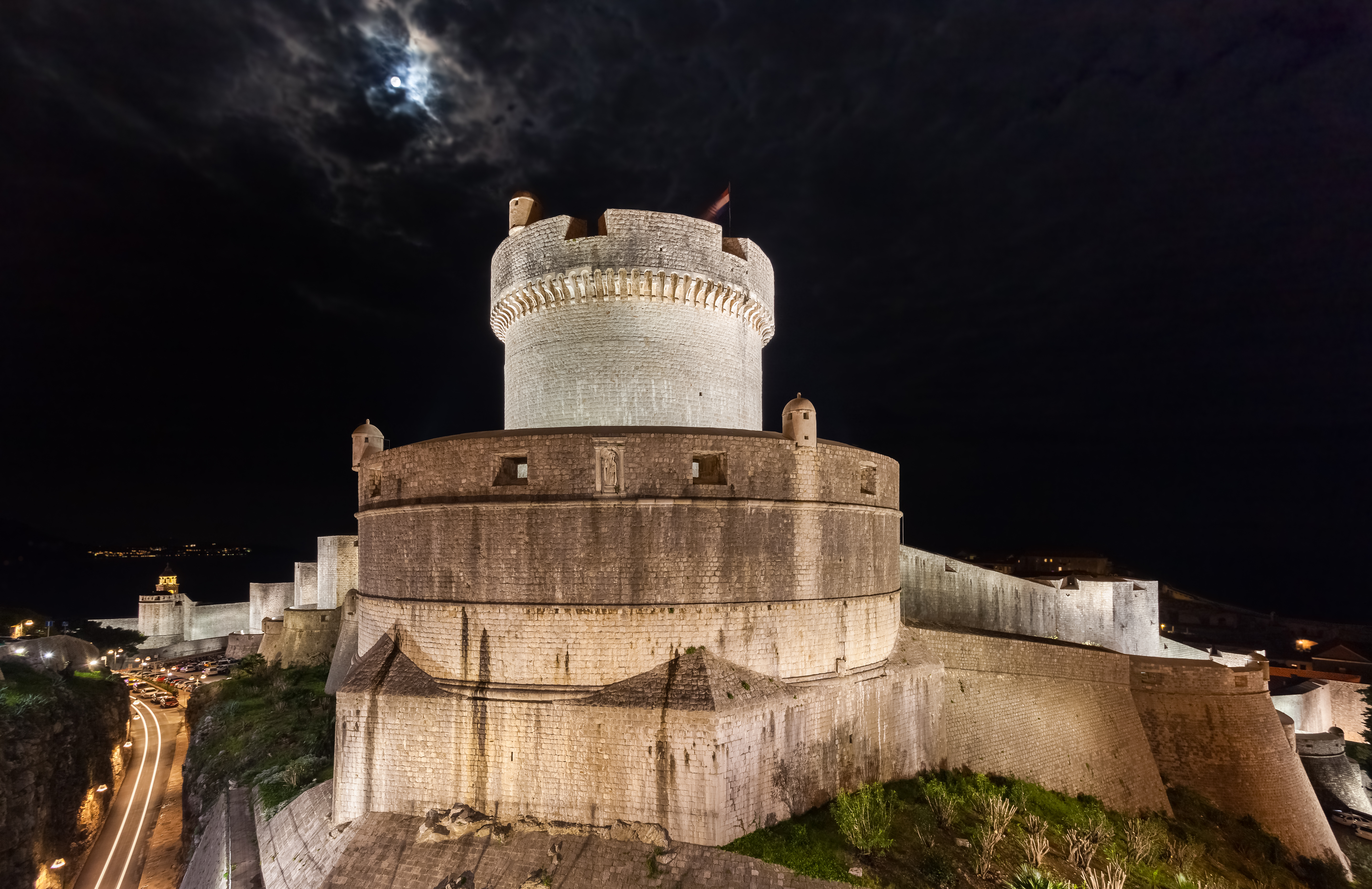
Tháp Minčeta

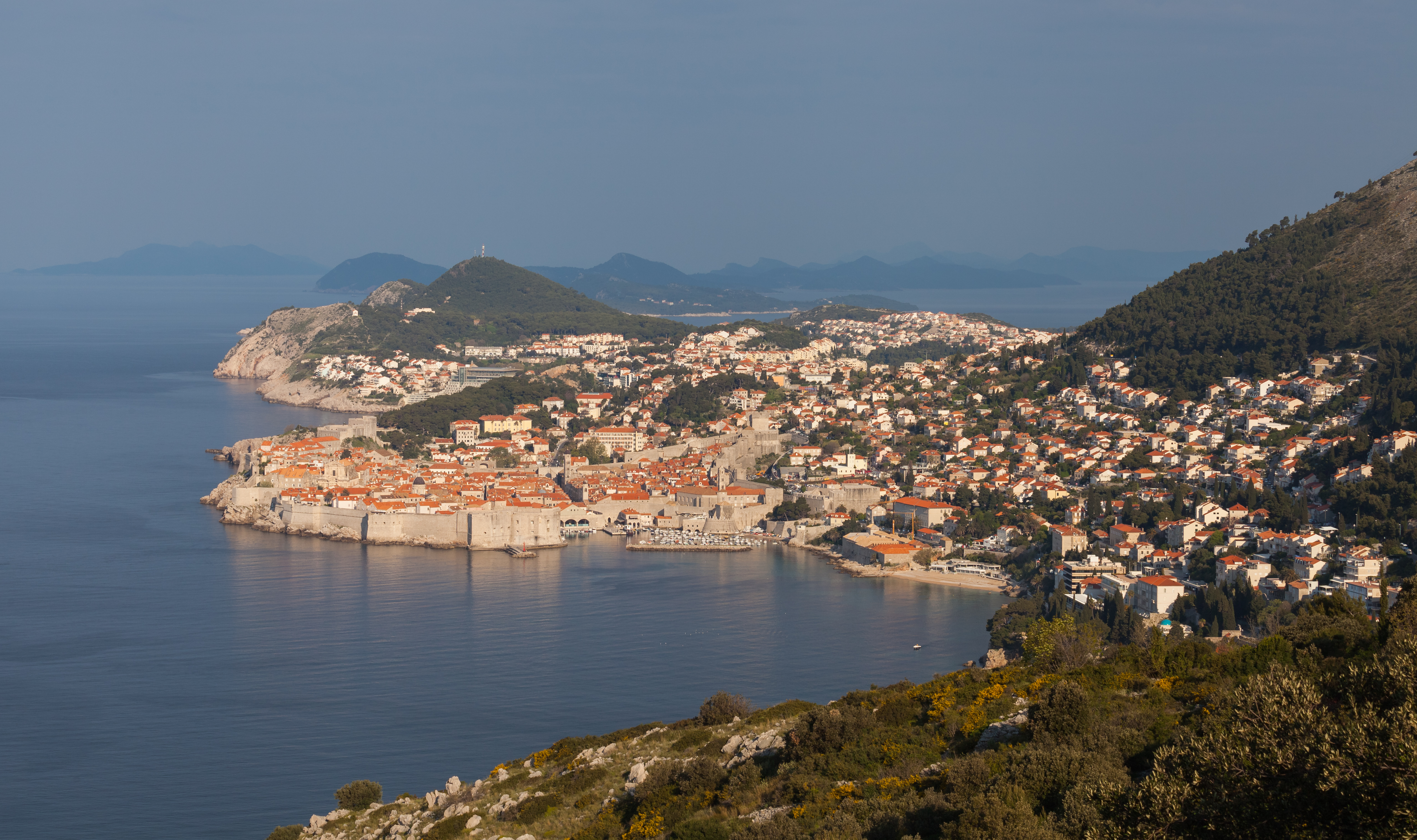
Cảnh phố cổ

Dubrovnik (phát âm tiếng Croatia: [dǔbroːʋniːk] ⓘ; tên cũ tiếng Latinh: Ragusa) là một thành phố của Croatia nằm trên bờ Biển Adriatic thuộc vùng Dalmatia. Thành phố là một trong những điểm thu hút khách du lịch nổi bật nhất tại Địa Trung Hải, cảng biển và trung tâm của hạt Dubrovnik-Neretva. Dân số tổng cộng của thành phố là 42.615 (thống kê dân số năm 2011). Năm 1979, phố cổ Dubrovnik có mặt trong danh sách Di sản thế giới của UNESCO.
Sự thịnh vượng của thành phố trong lịch sử dựa trên thương mại hàng hải; là thủ đô của Cộng hòa hàng hải Ragusa, nó đạt tới độ phát triển cao, đặc biệt trong thế kỷ 15 và 16, khi nó trở nên nổi tiếng với sự giàu có và ngoại giao khéo léo.
Năm 1991, sau sự tan rã của Nam Tư, Dubrovnik bị vây hãm bởi quân lính Serbia và Montenegro của Quân đội Nhân dân Nam Tư (JNA) trong bảy tháng và bị thiệt hại nặng nề bởi các cuộc pháo kích. Sau công việc sửa chữa và phục hồi trong những năm 1990 và đầu những năm 2000, Dubrovnik nổi bật trở lại là một trong những địa điểm du lịch hàng đầu ở Địa Trung Hải.

## Tên gọi
Hai tên Dubrovnik và Ragusa đồng tồn tại trong hàng thế kỷ. Ragusa, được ghi chép trong nhiều dạng ít nhất kể từ thế kỷ thứ 10, vc là tên chính thức của Cộng hòa Ragusa cho tới năm 1808, và là tên của thành phố trong Vương quốc Dalmatia cho tới năm 1918, trong khi Dubrovnik, được ghi chép lần đầu vào thế kỷ 12, được sử dụng rộng rãi từ cuối thế kỷ 16 hoặc đầu thế kỷ 17.
Tên Dubrovnik của thành phố được ghi chép lần đầu trong Hiến chương Ban Kulin (1189). Nó được giải thích nhiều nhất là "dubron", một từ trong ngữ tộc Celt cho nước (tiếng Gaul dubron, tiếng Ireland dobar, tiếng Wales dubr/dwfr, tiếng Cornwall dofer), gần giống các tên địa danh Douvres, Dover, và Tauber.
Tên cũ Ragusa được ghi chép trong dạng tiếng Hy Lạp Ῥαούσιν (Rhaousin, La tinh hóa Ragusium) trong thế kỷ thứ 10. Nó được ghi chép trong nhiều dạng khác nhau trong thời trung cổ, Rausia, Lavusa, Labusa, Raugia, Rachusa. Đã có nhiều cố gắng trong việc tìm nguồn gốc tên gọi này. Những gợi ý bao gồm bắt gồm từ tiếng Hy Lạp ῥάξ, ῥαγός "nho"; ῥώξ, ῥωγός "lối đi hẹp"; ῥωγάς "gồ ghề (đá)", ῥαγή (ῥαγάς) "khe nứt"; từ tên của bộ lạc Epirote Rhogoi, từ một chất nền không xác định tiếng Illyria. Có ý kiến cho rằng nó có liên quan đến Ragusa, Ý. Putanec (1993) đưa ra một đánh giá về nguồn gốc tên gọi, và ủng hộ giải thíhc về tên tiền-Hy Lạp ("tiếng Pelasgia"), từ gốc tiếng Hy Lạp ῥαγή "khe nứt", với hậu tố -ussa cũng được tìm thấy trong tên tiếng Hy Lạp của Brač, Elaphousa.

### Cộng hòa Ragusa

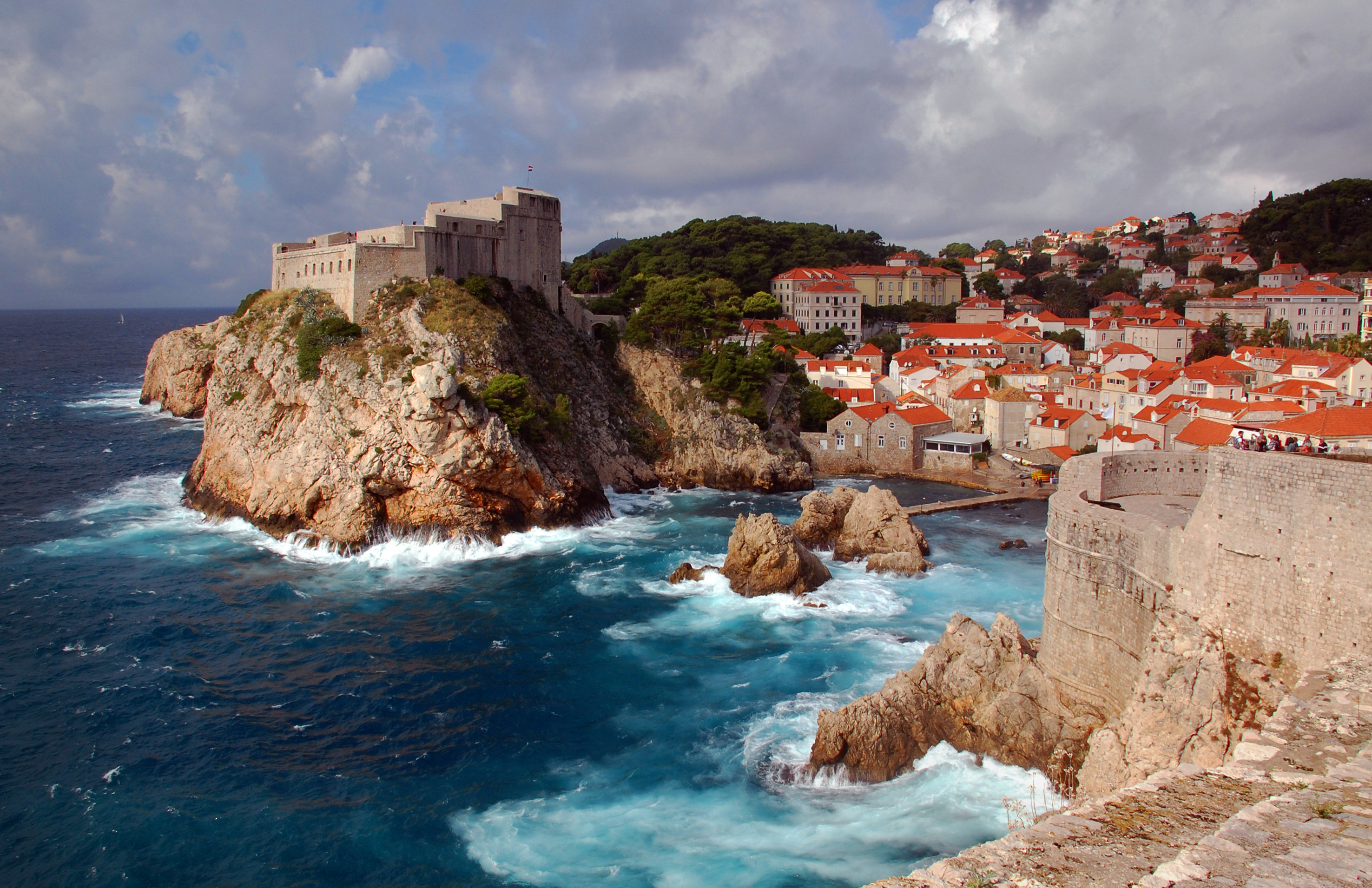
Pháo đài trung cổ, Lovrijenac & Bokar, Dubrovnik

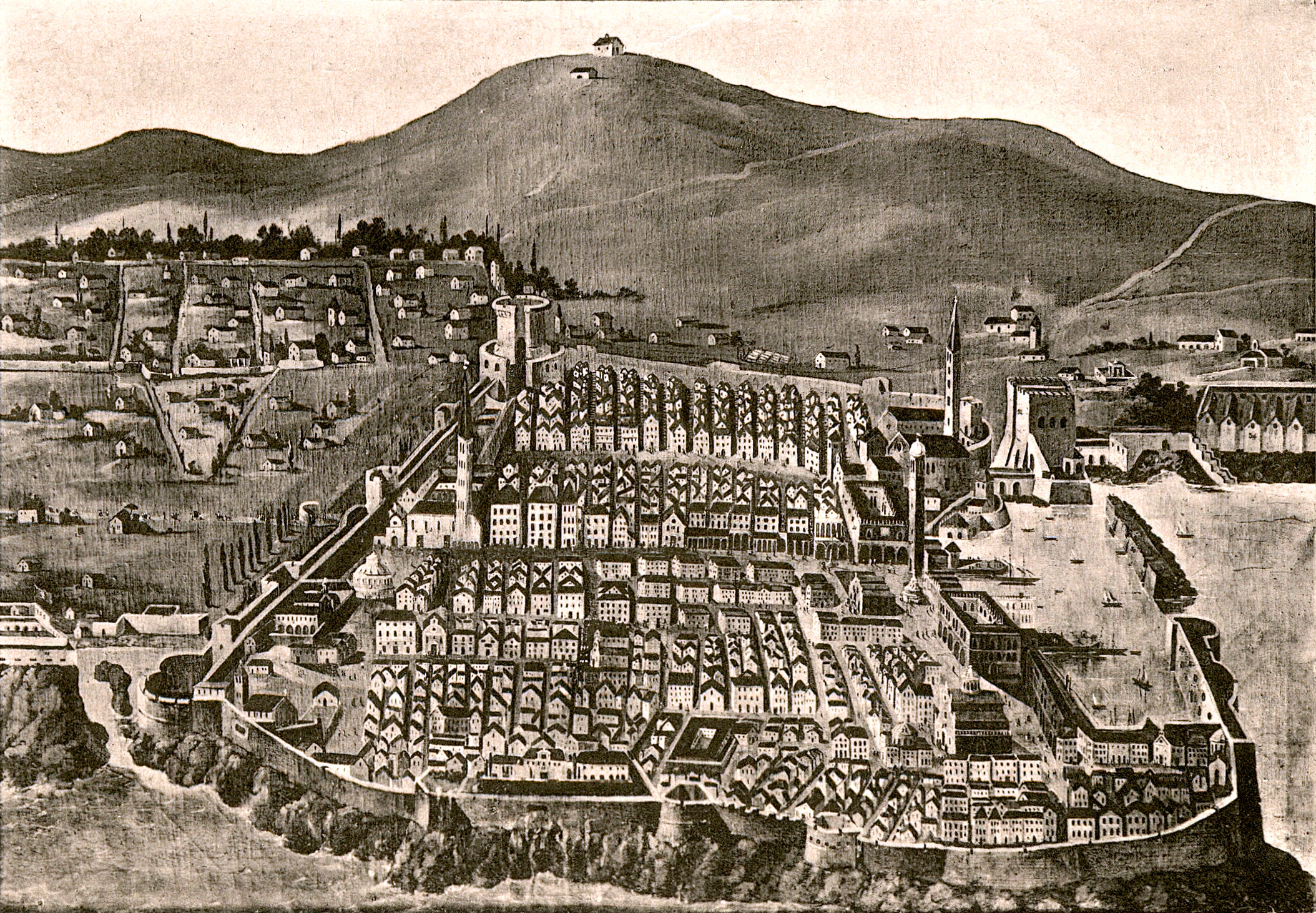
Dubrovnik trước trận động đất năm 1667

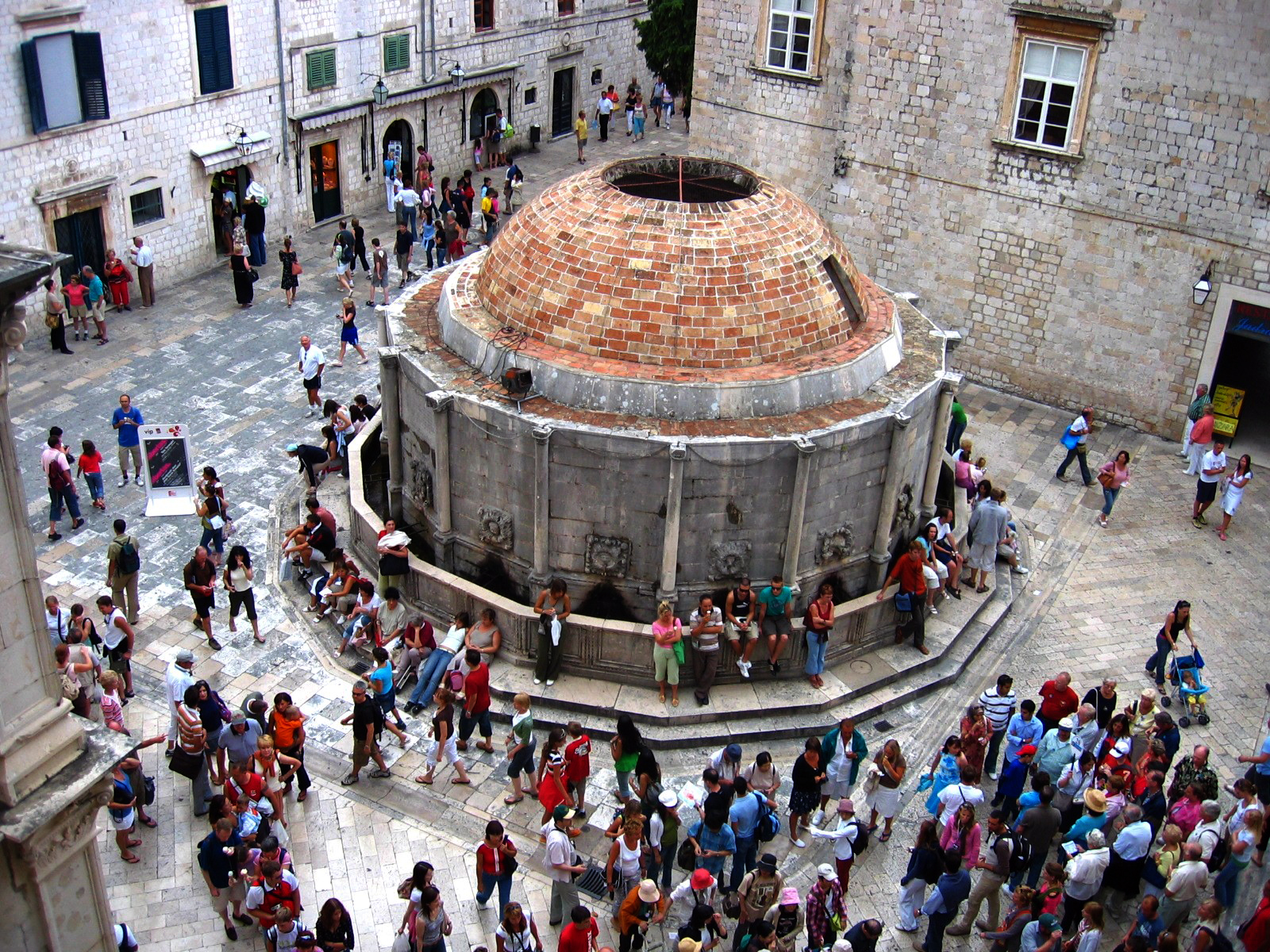
Vòi phun nước lớn Onofrio (1438)

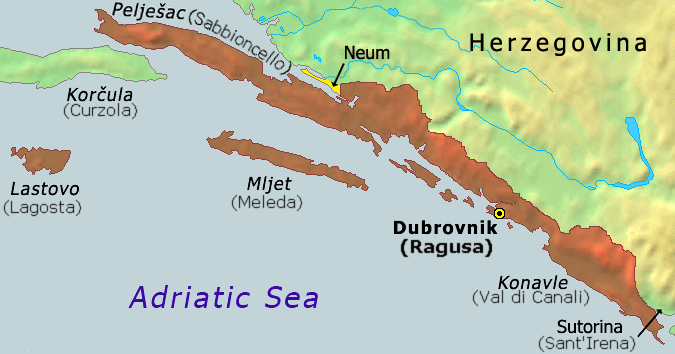
Lãnh thổ của quốc gia này năm 1808

### Từ năm 1991: Sự tan rã của Vương quốc Nam Tư và hậu quả

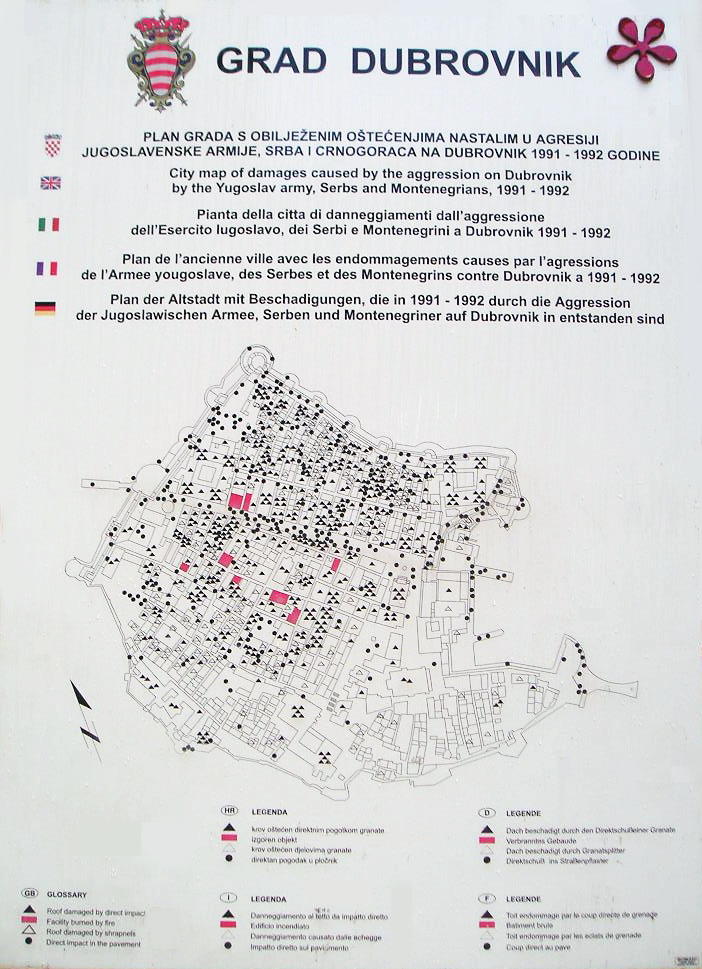
Điểm bị nã pháo tại Dubrovnik (chấm đen) từ năm 1991 đến năm 1992

## Di sản

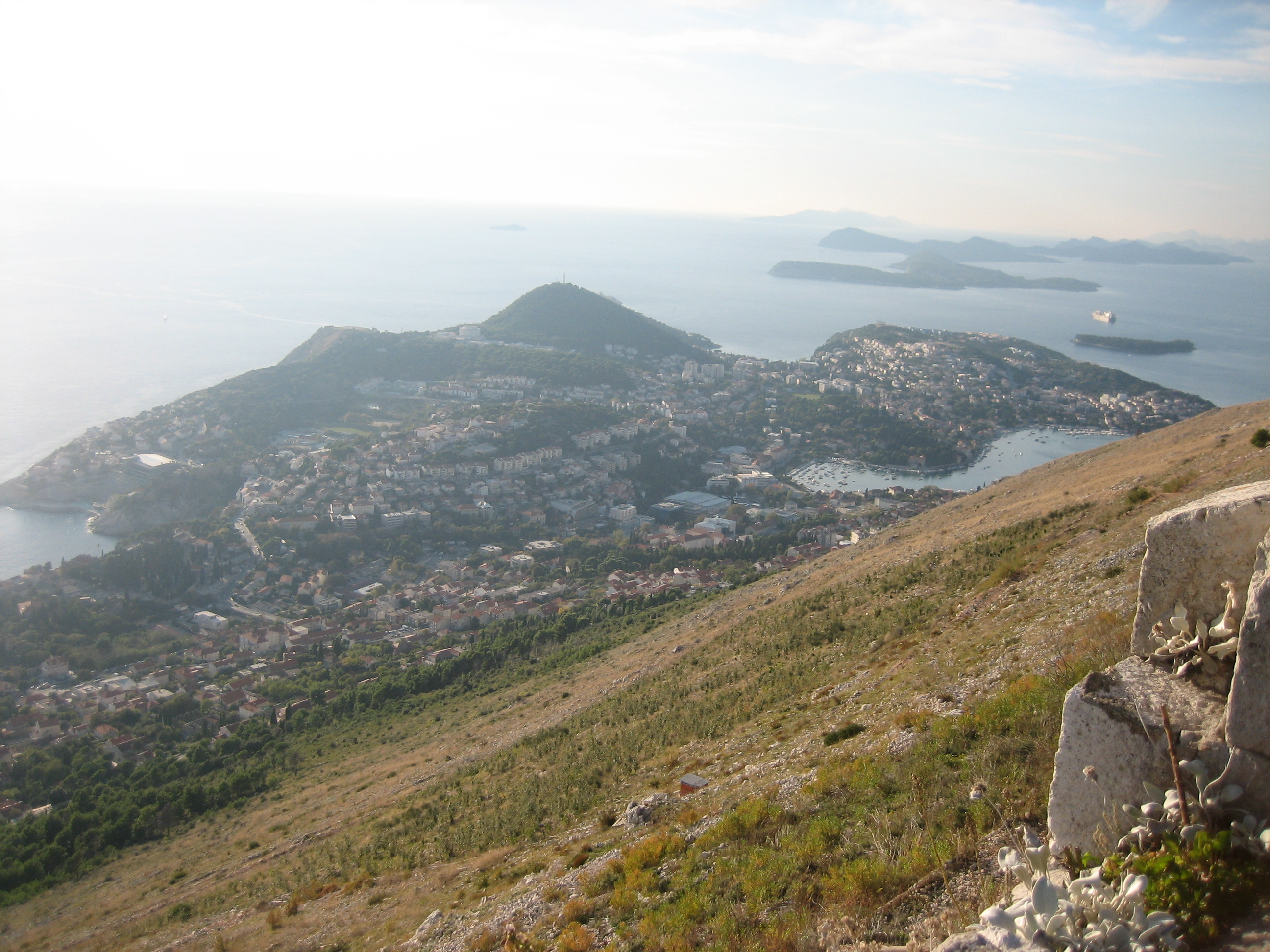
Bán đảo Lapad

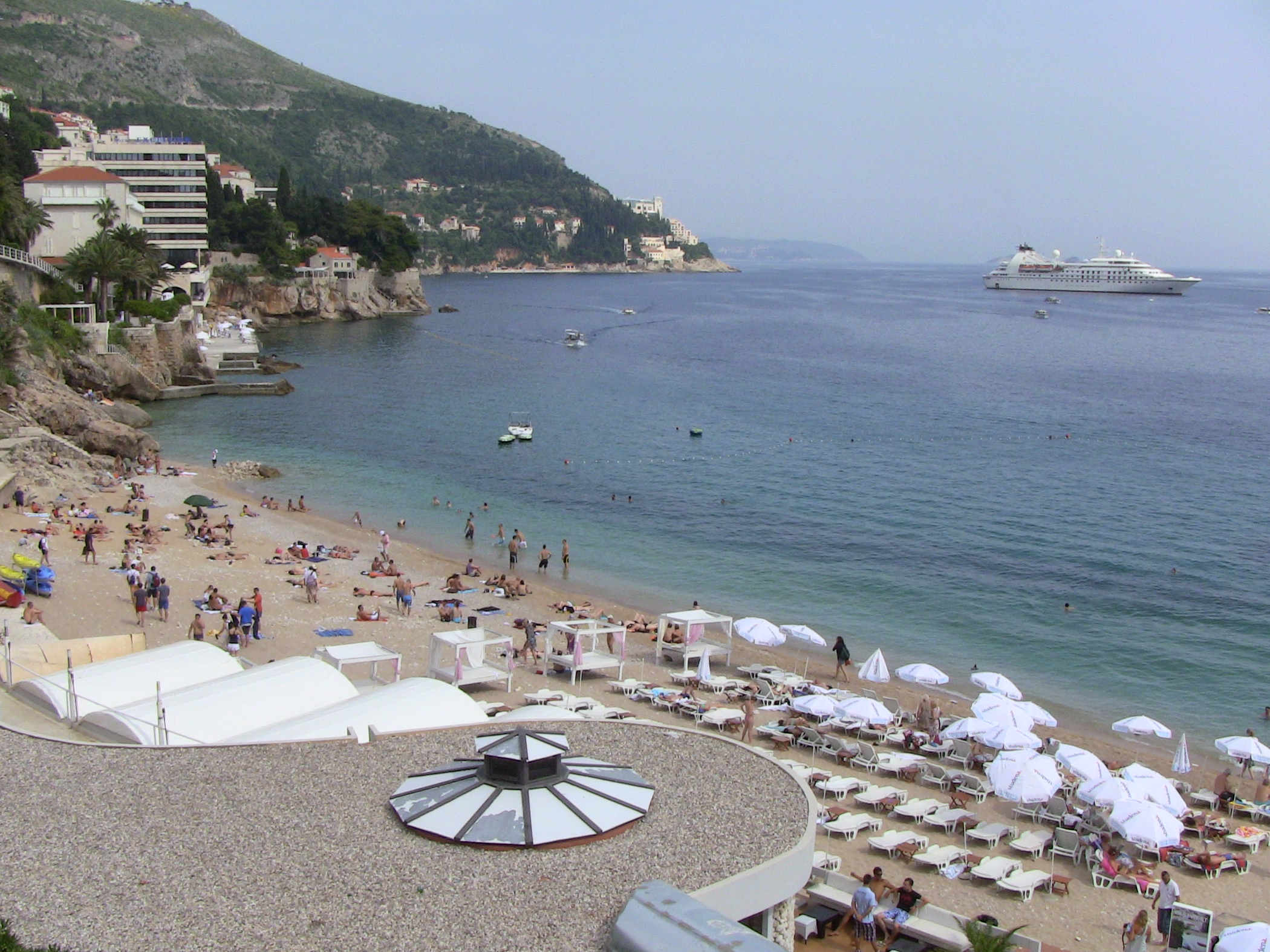
Bãi biển Banje, Dubrovnik

### Tường thành Dubrovnik

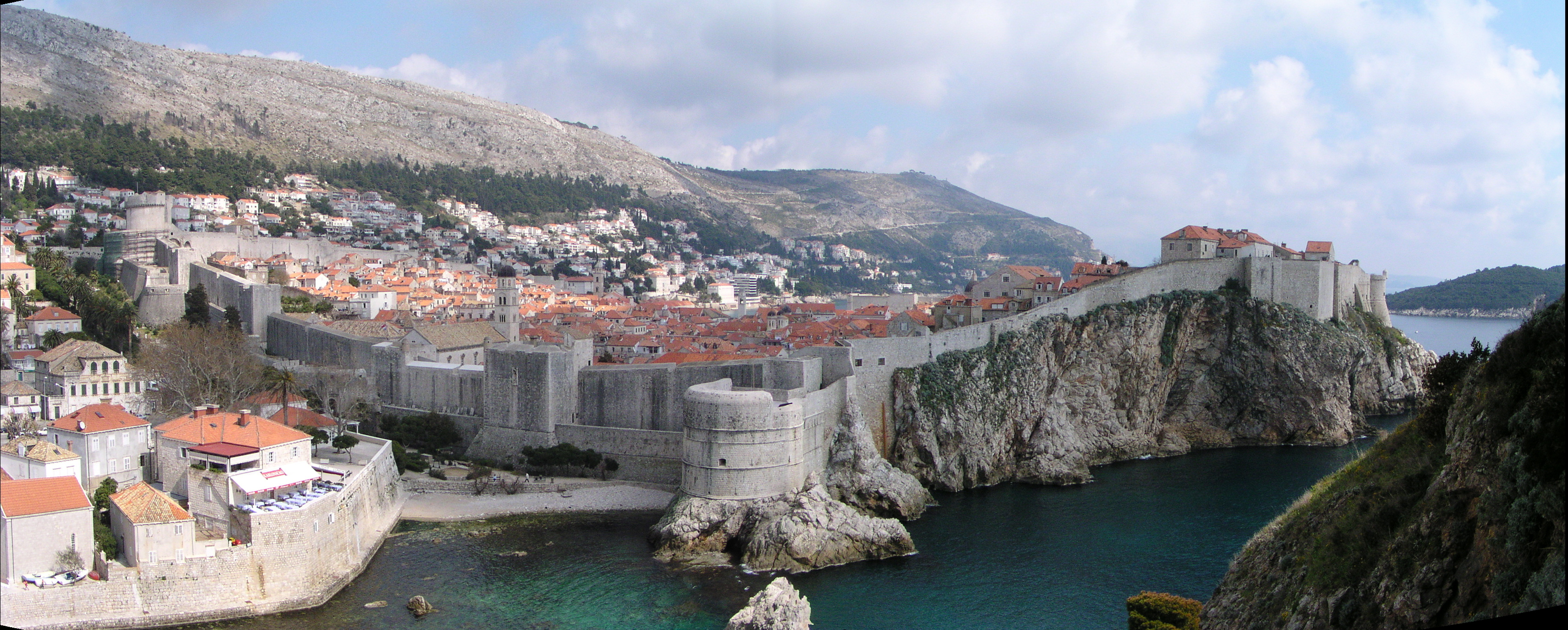
Tường thành Dubrovnik

## Nhân khẩu học

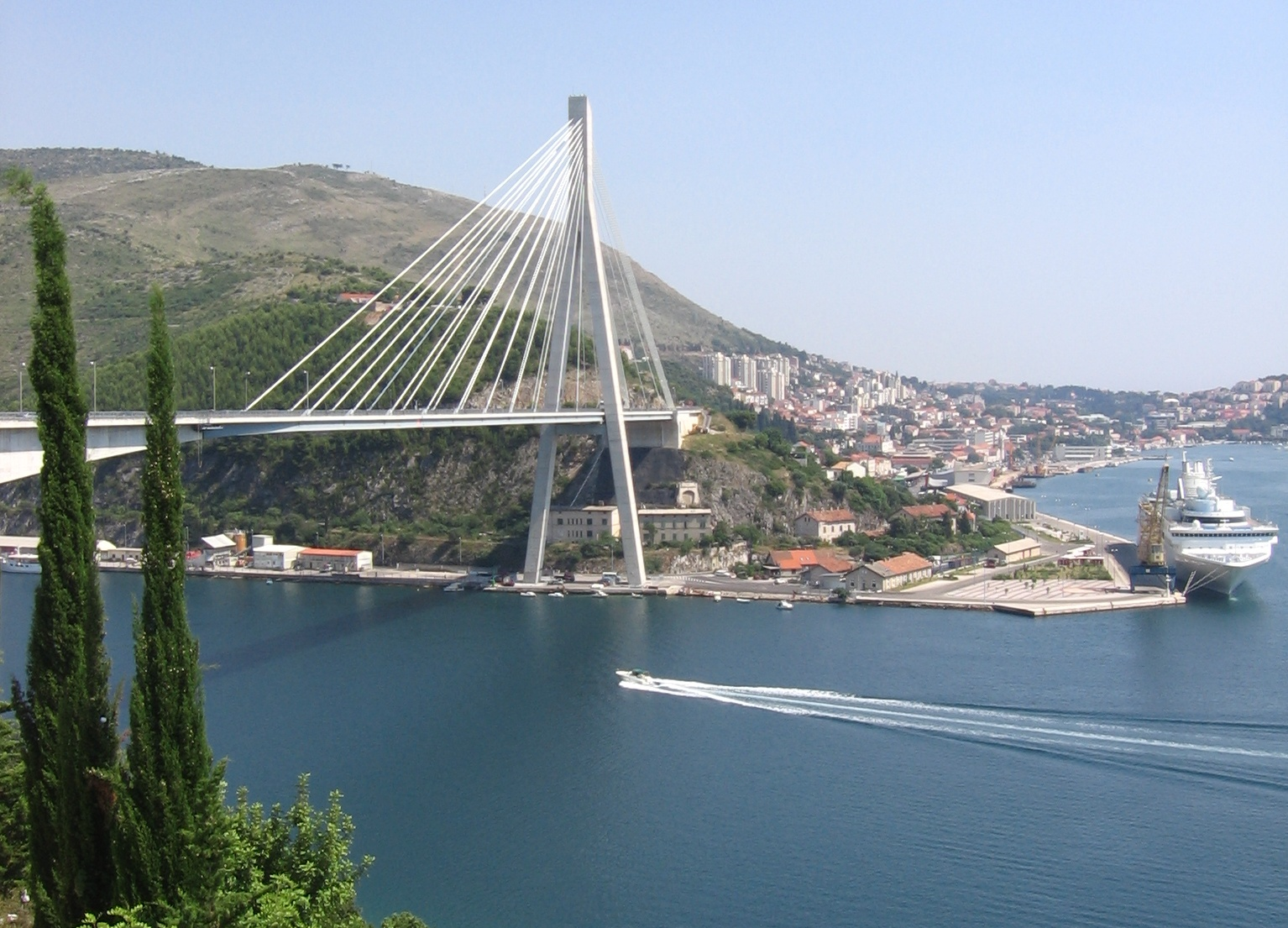
Cầu Franjo Tuđman (Dubrovnik)

## Giao thông vận tải

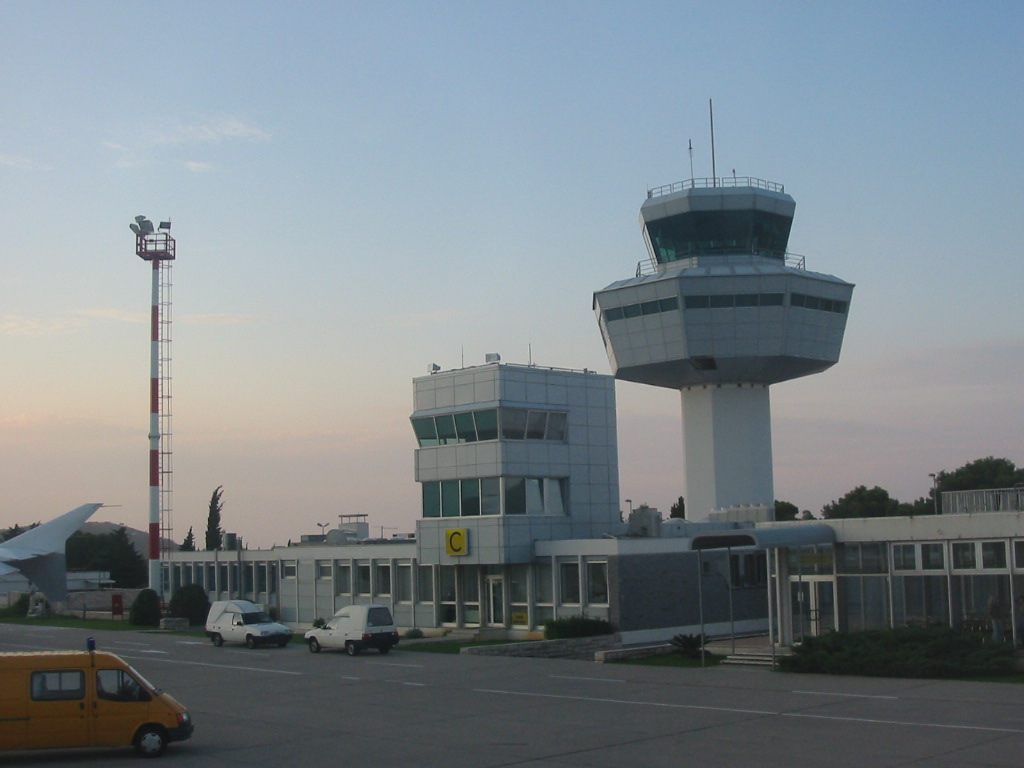
Sân bay Dubrovnik là sân bay đông khách thứ 3 tại Croatia.

## Hình ảnh

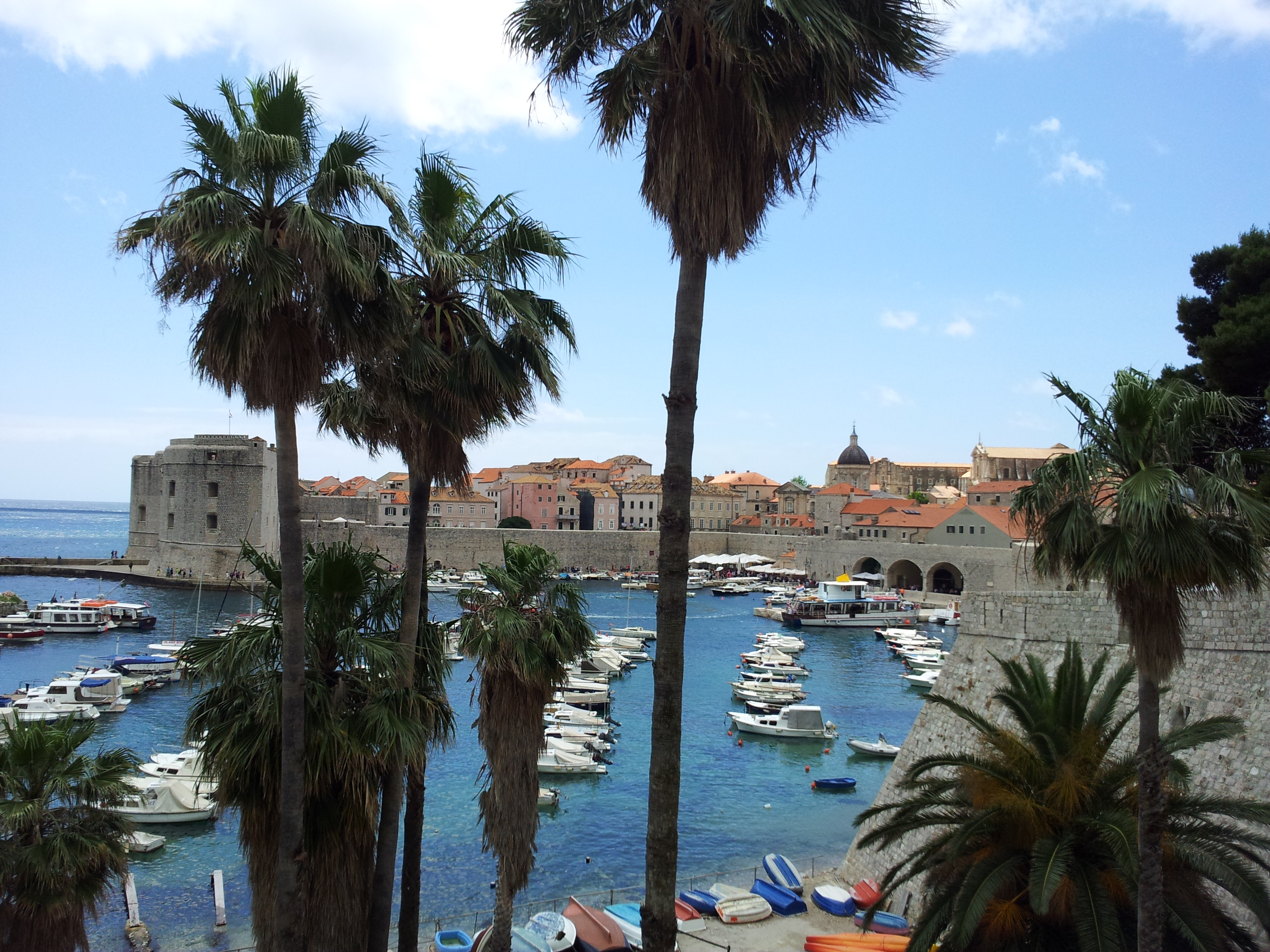
Bến cảng
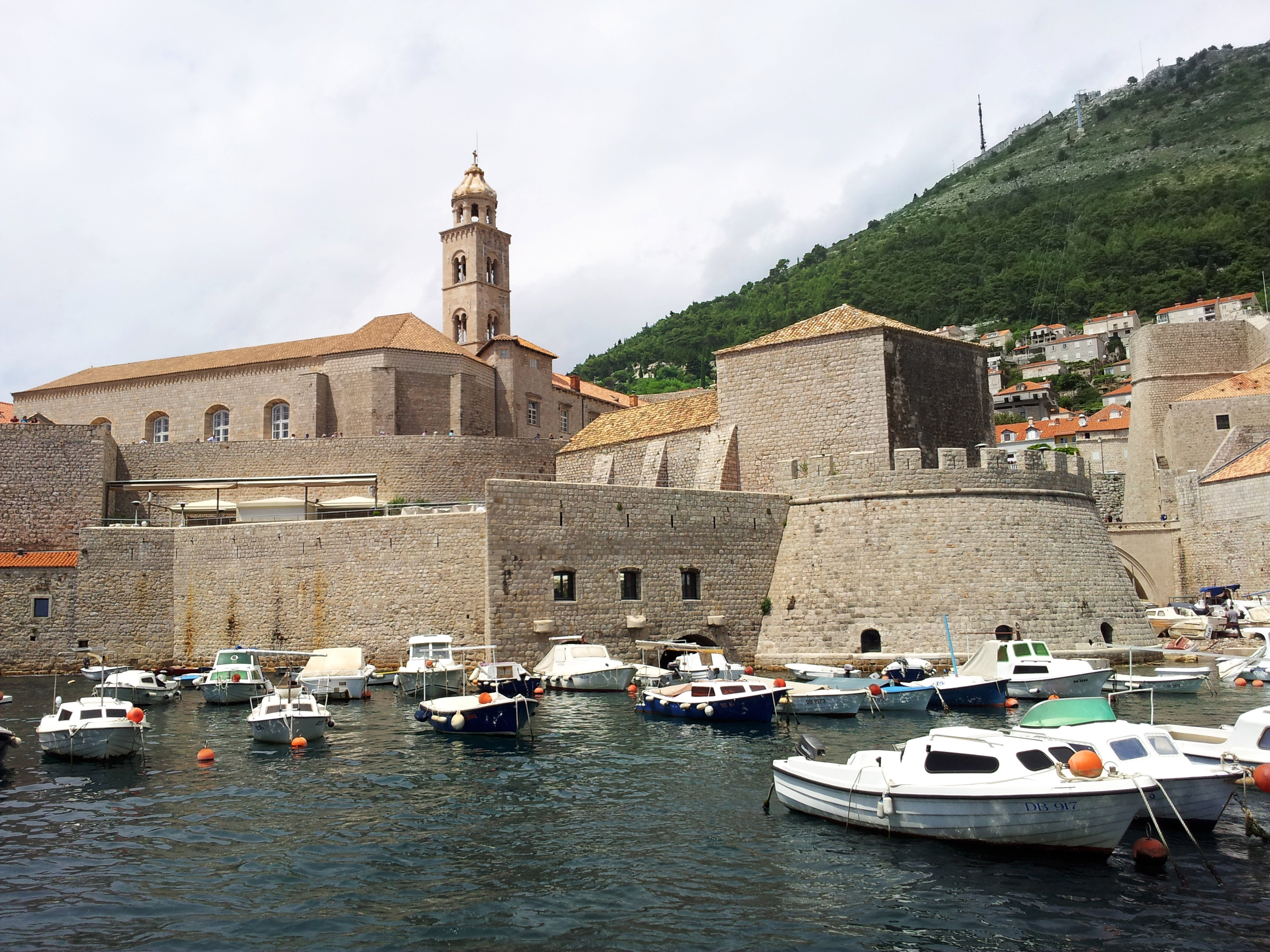
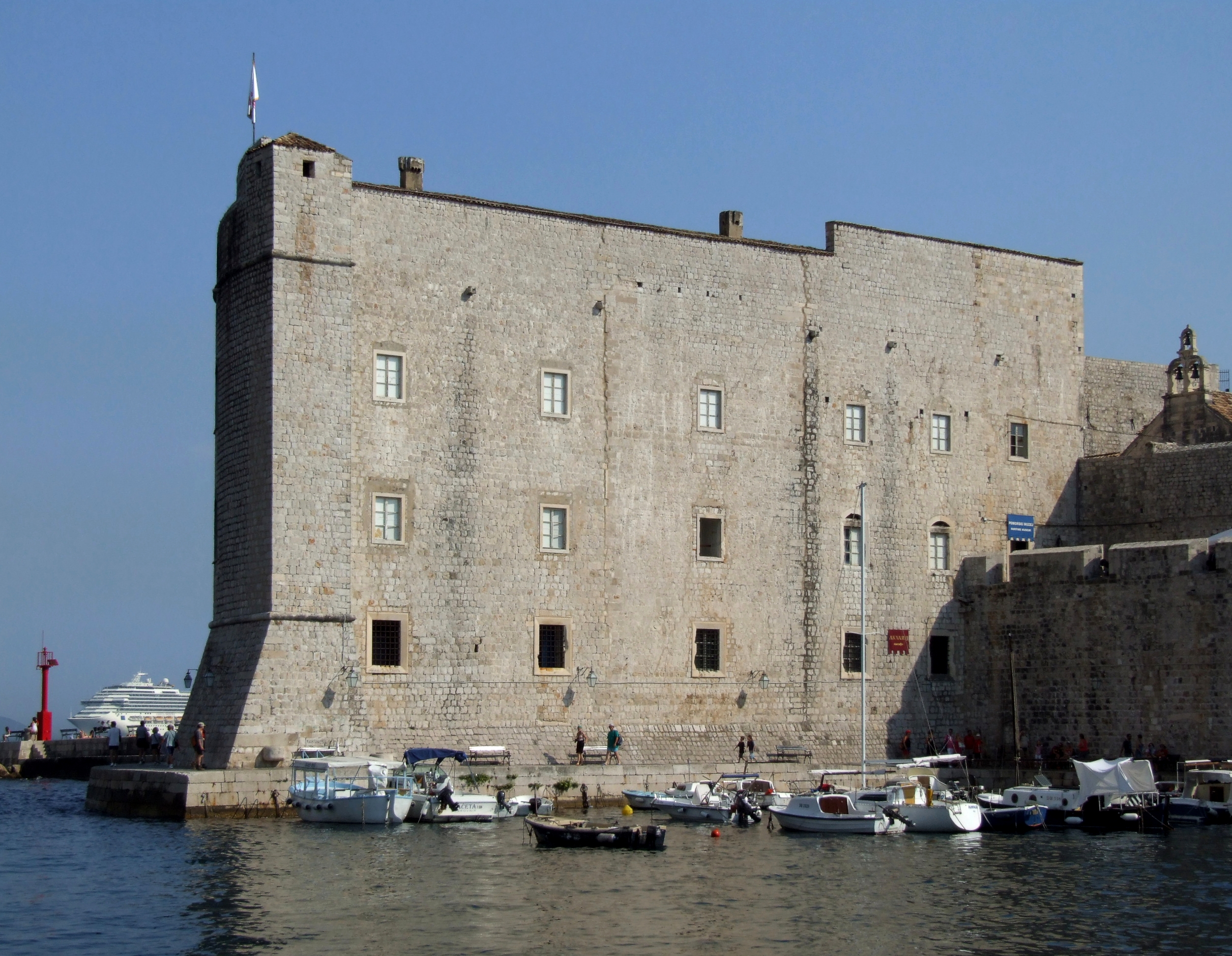
Tường thành bao bọc bờ biển
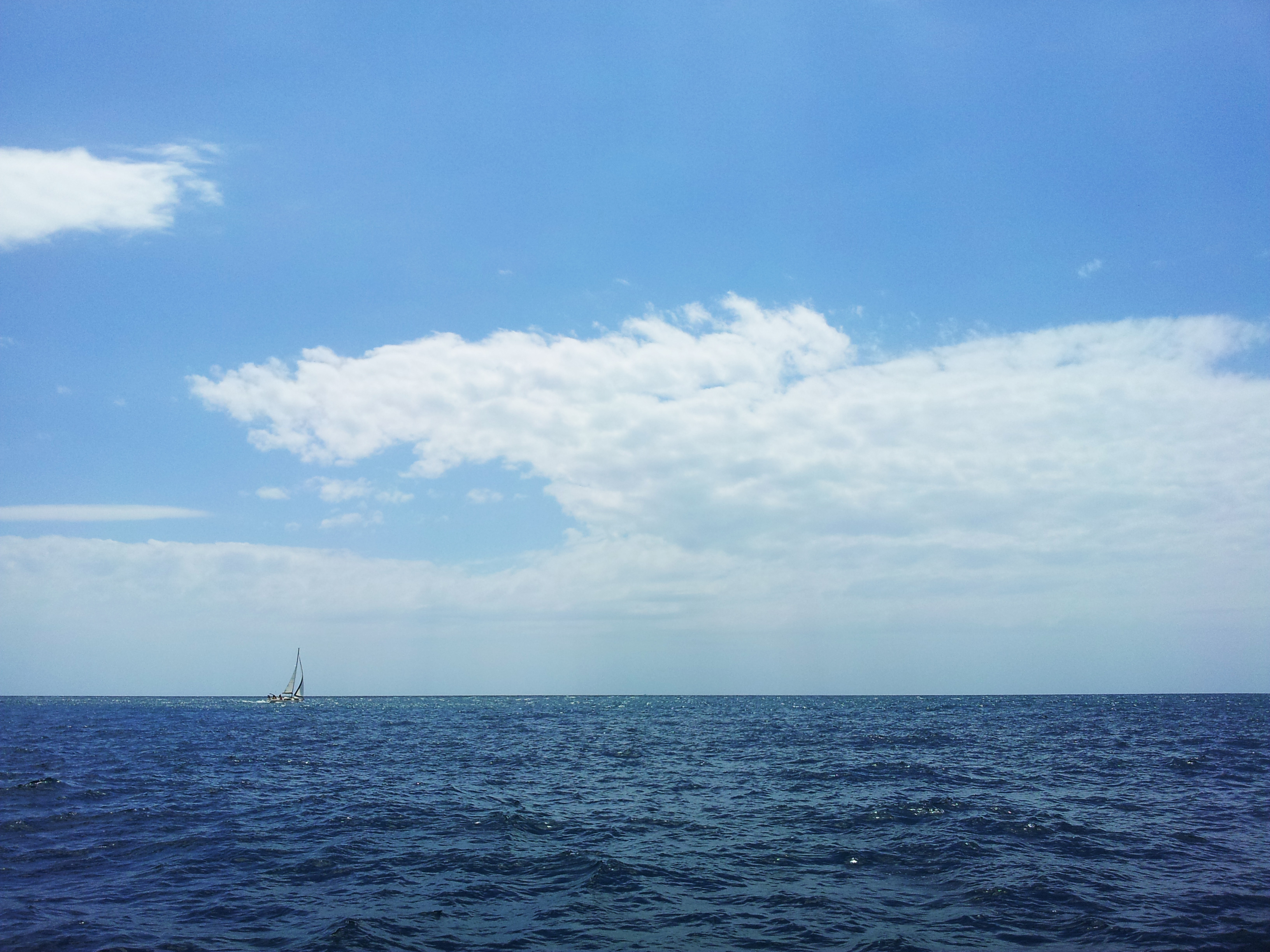
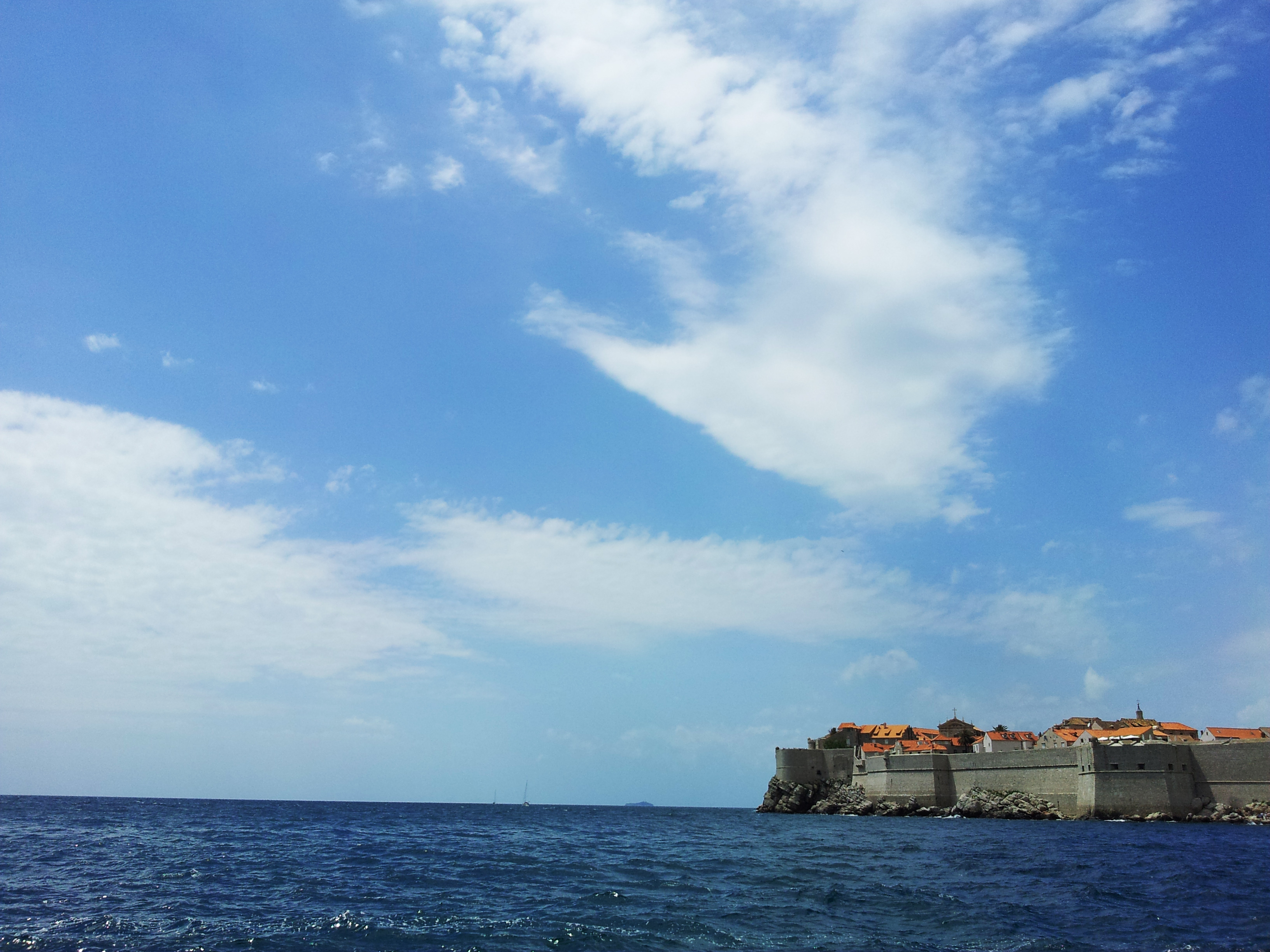
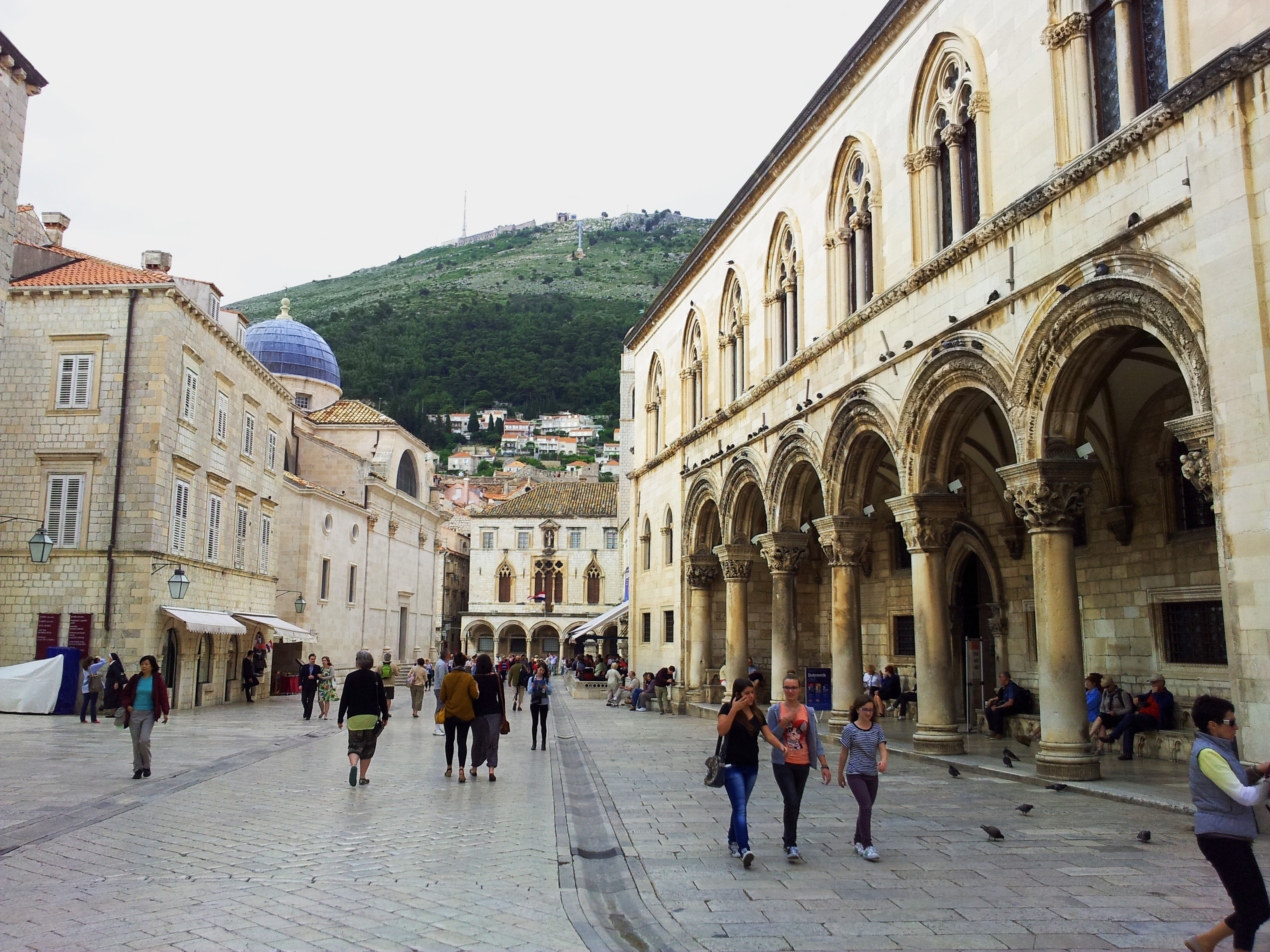
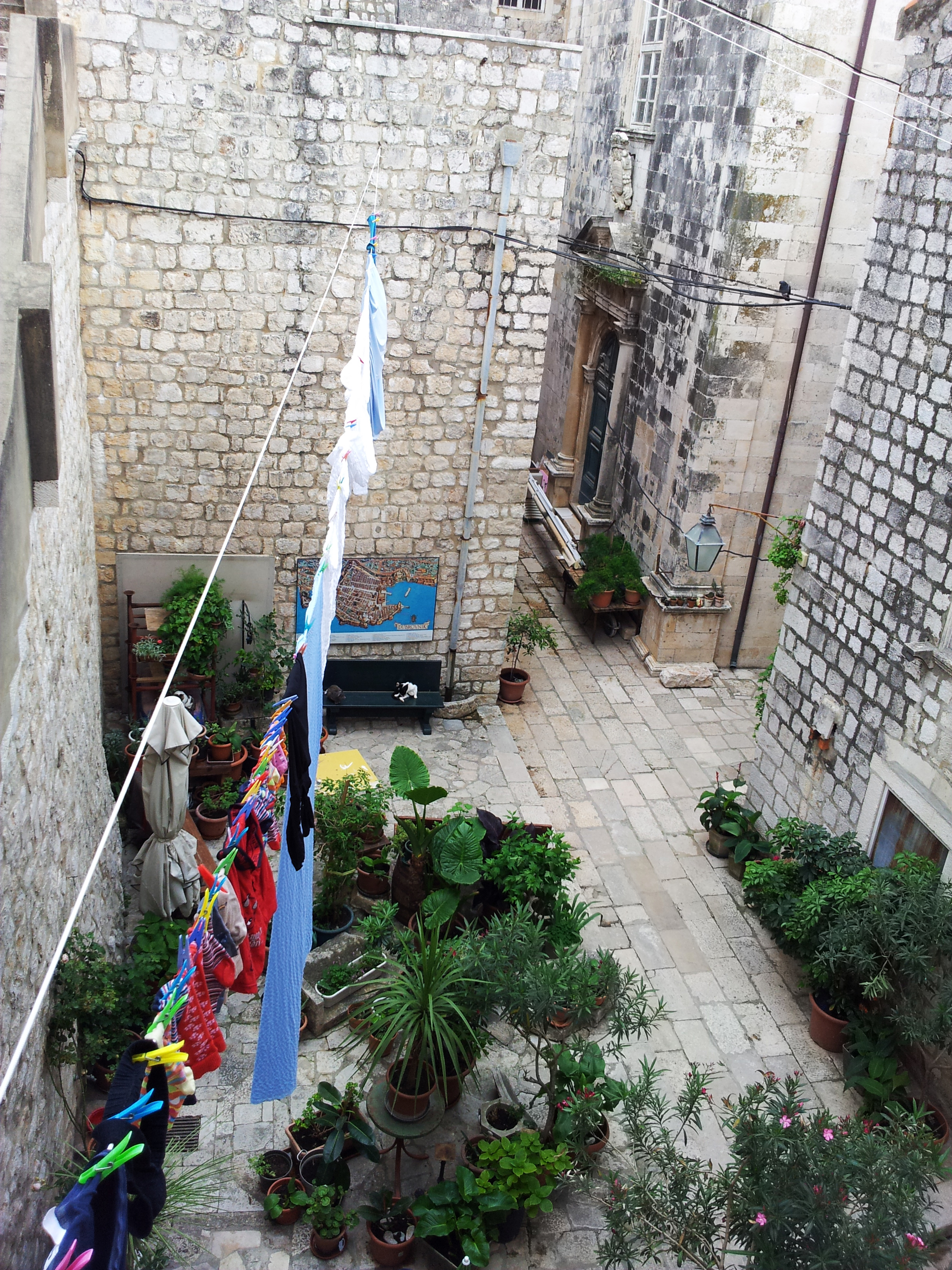
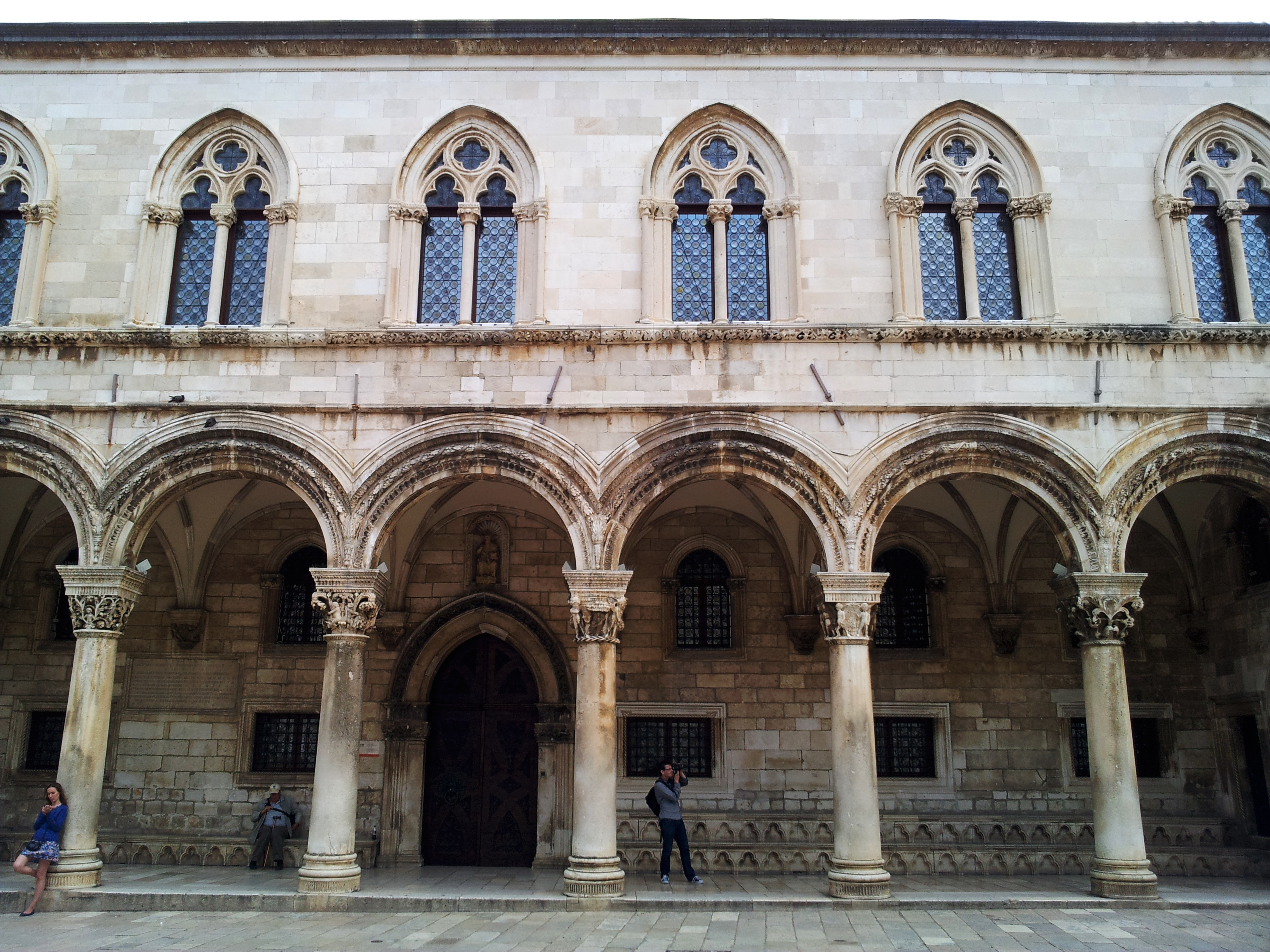
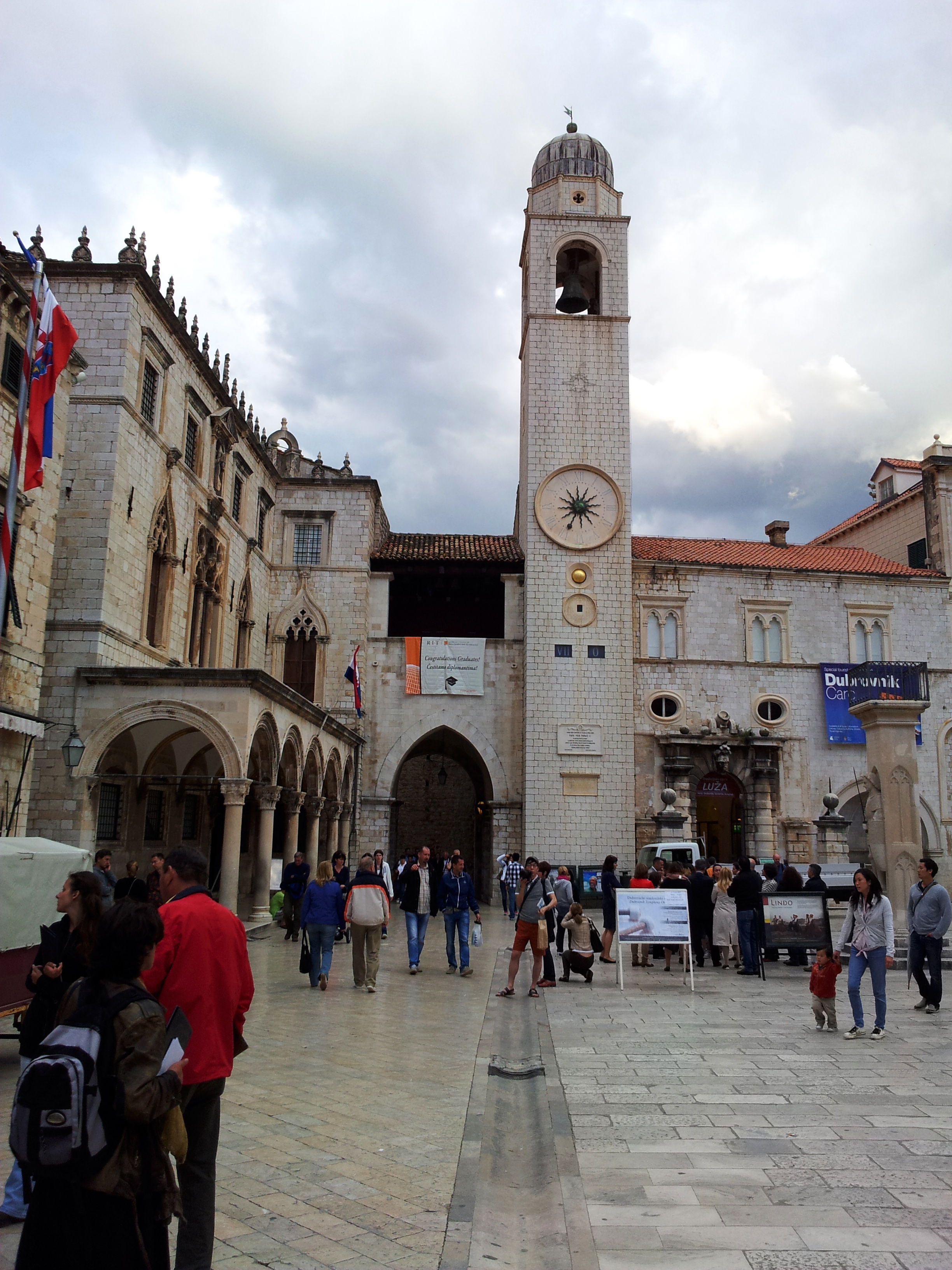
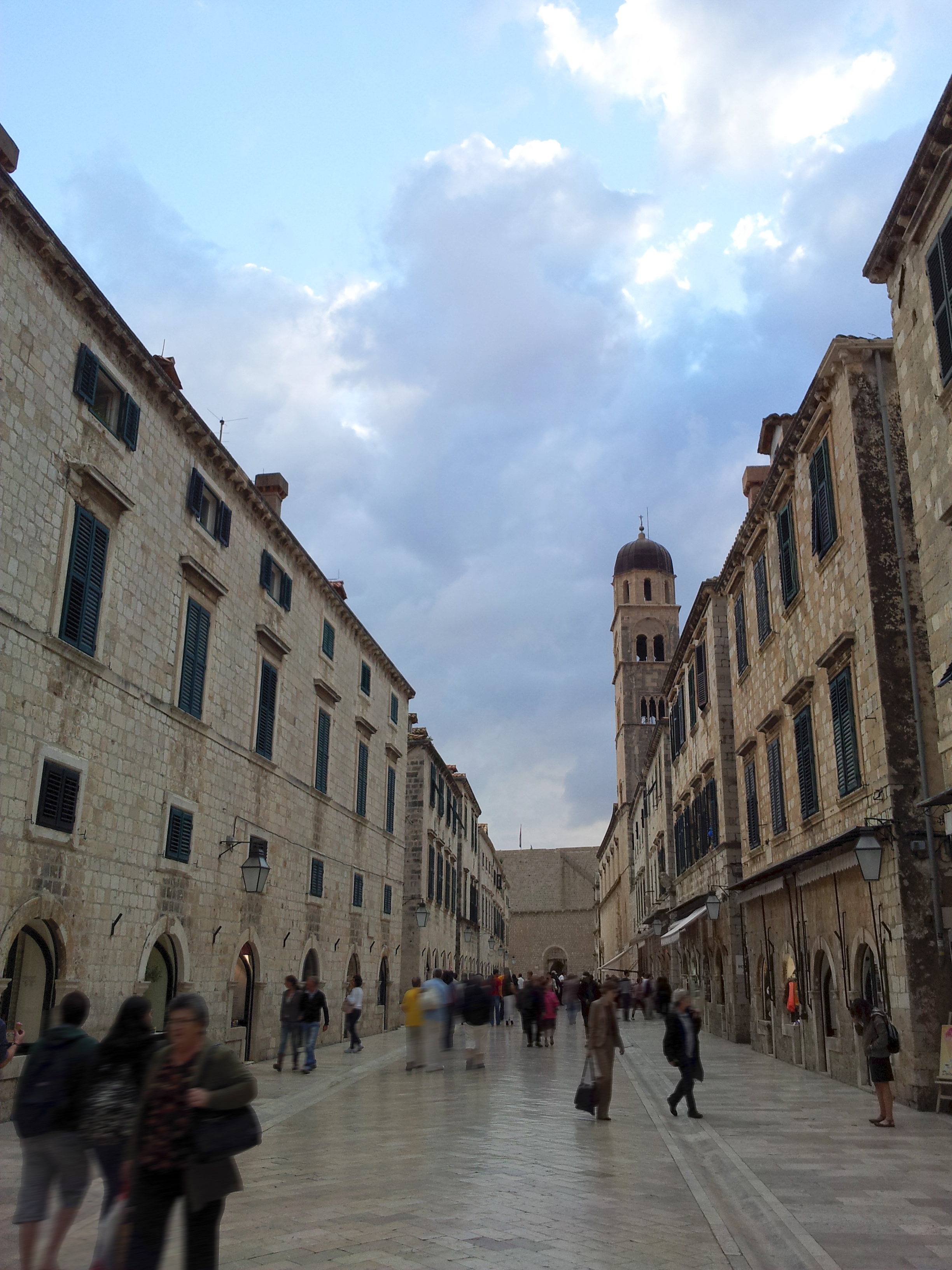
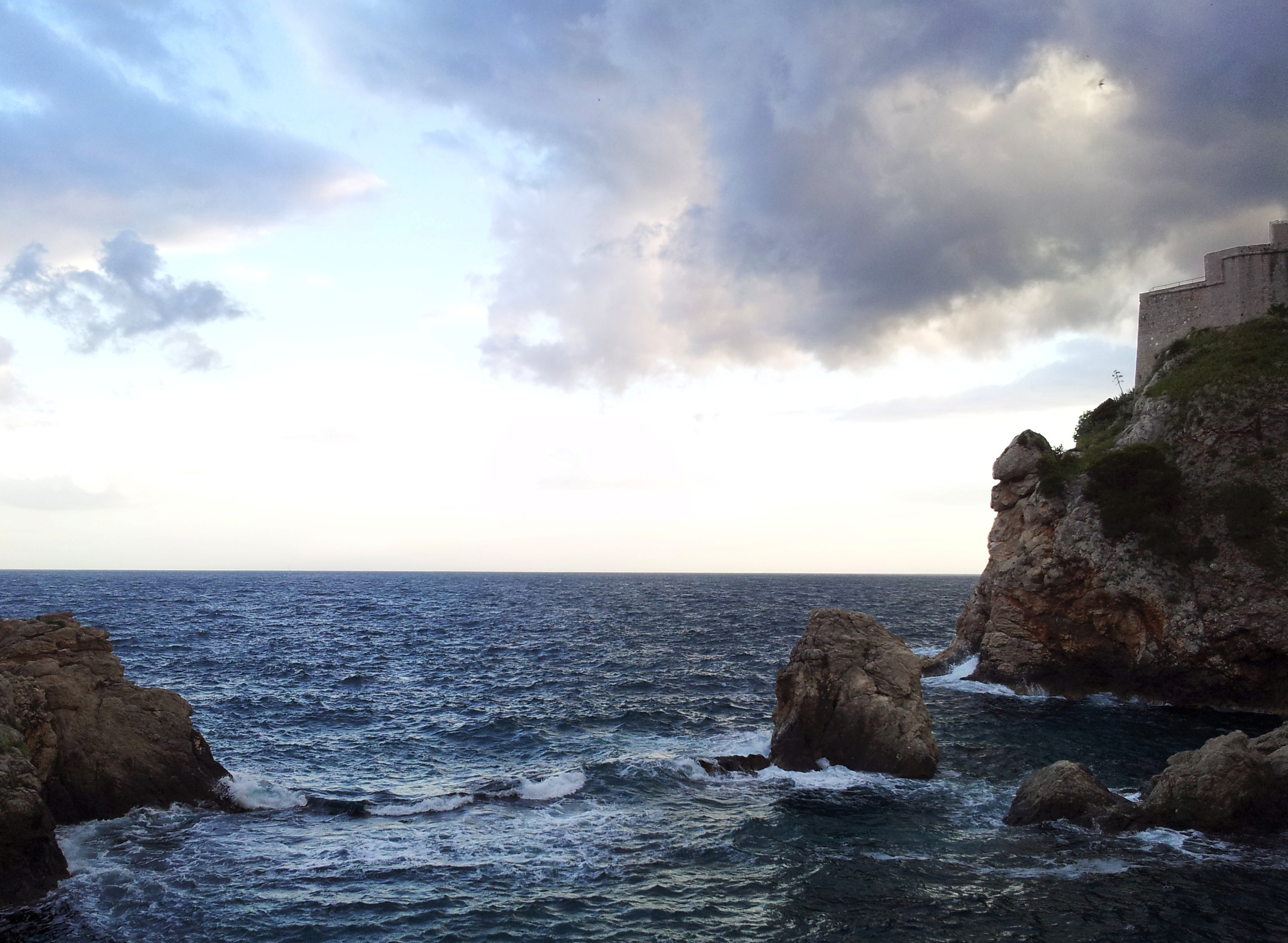
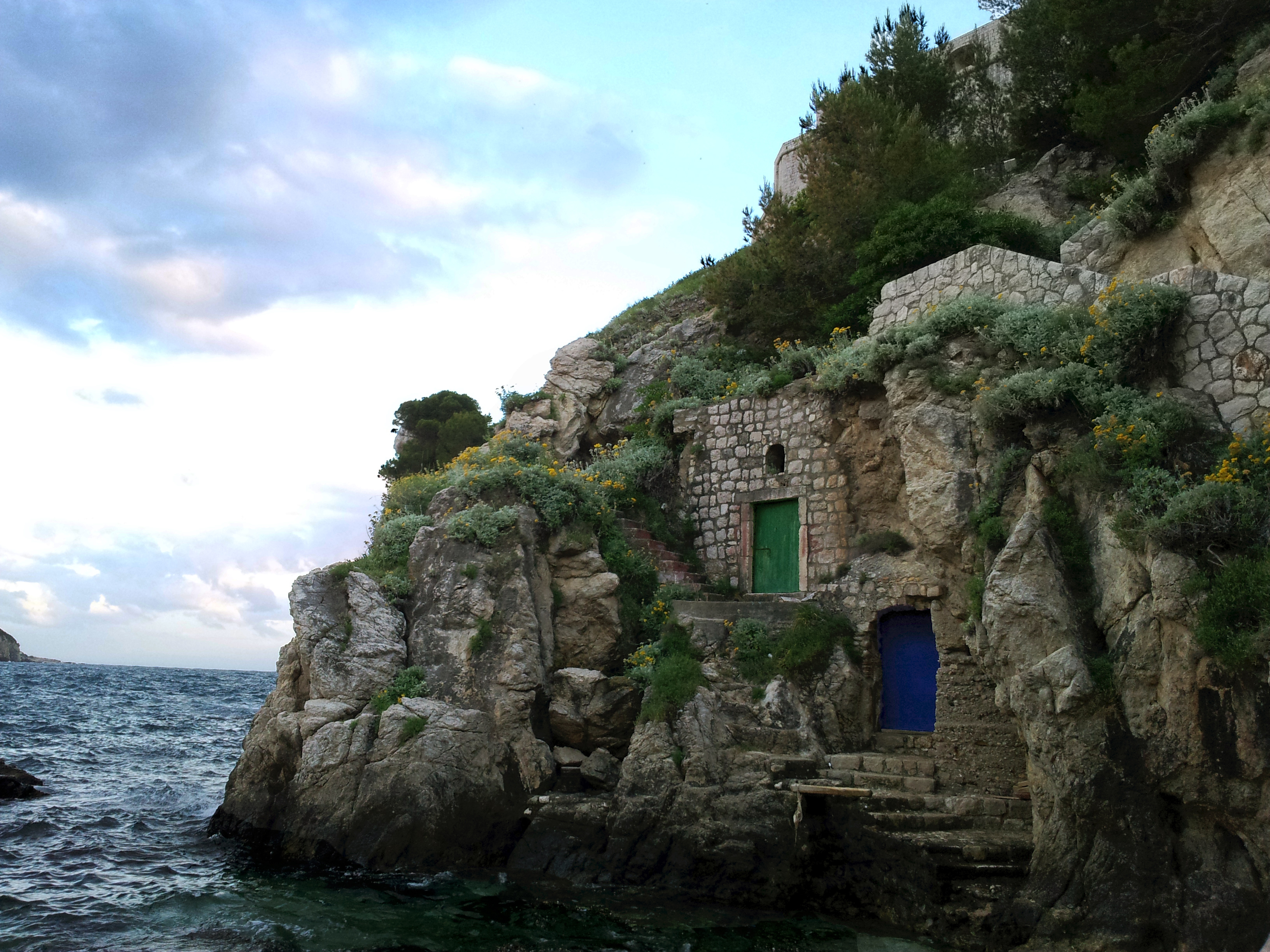
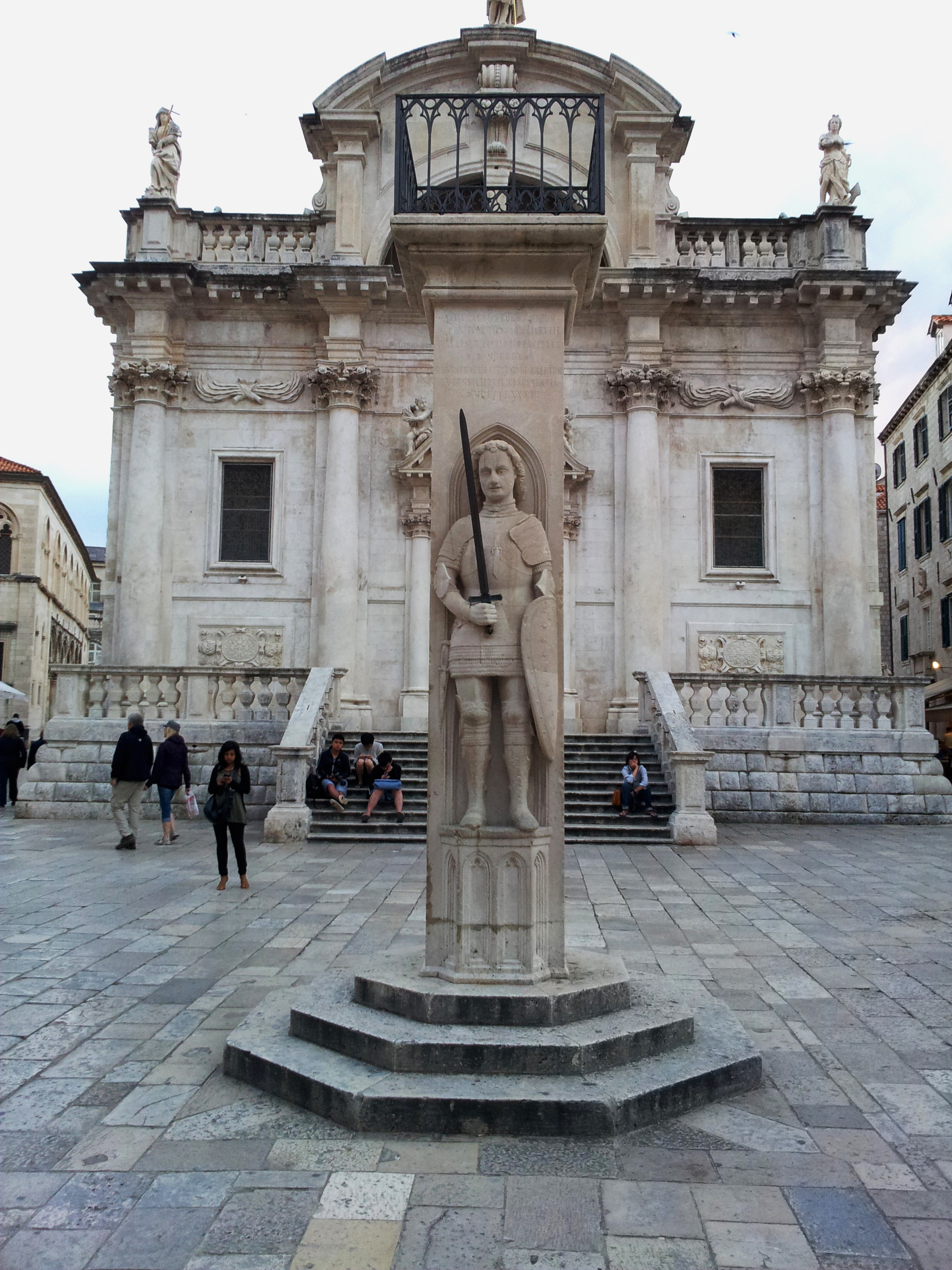
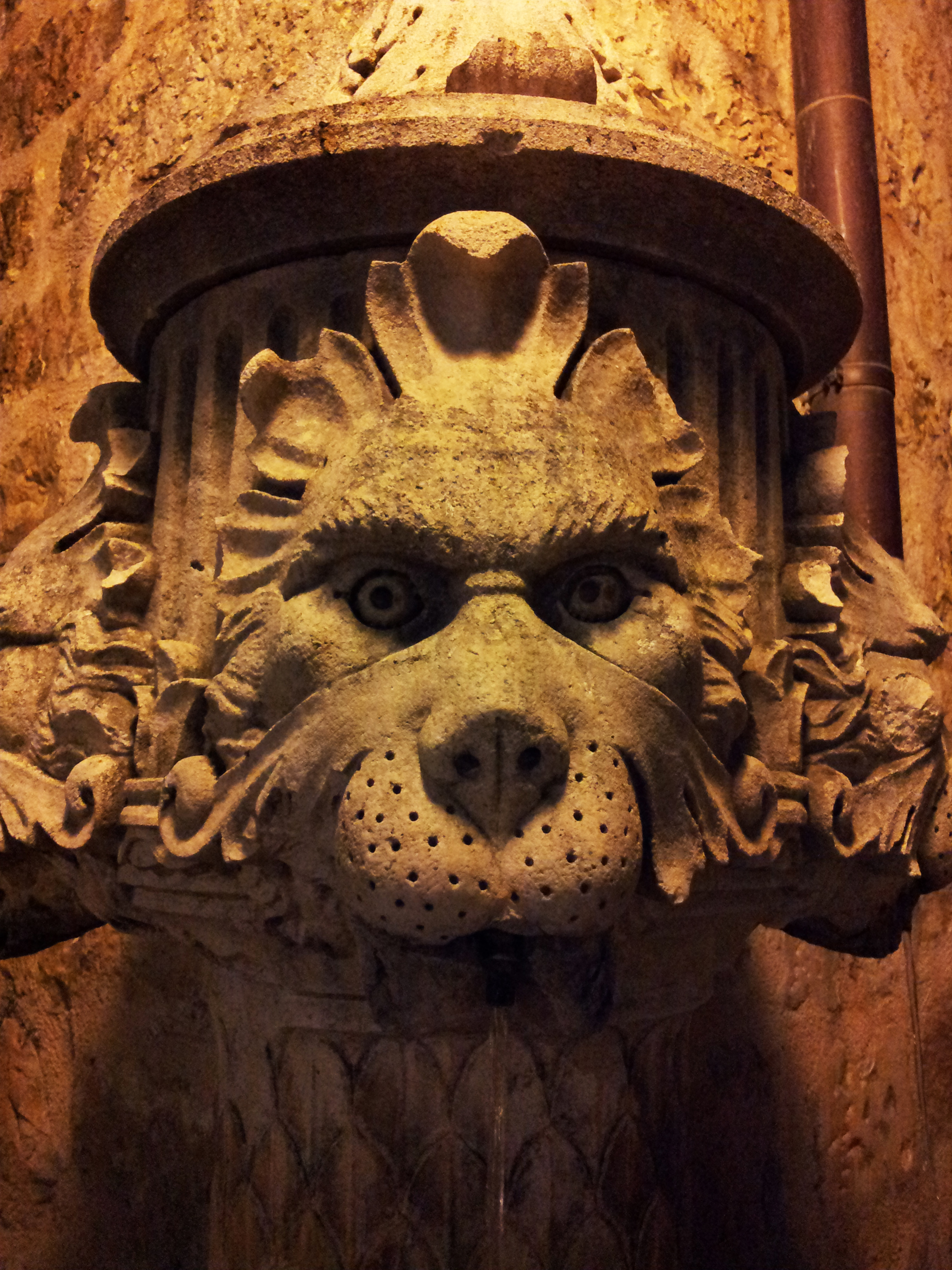
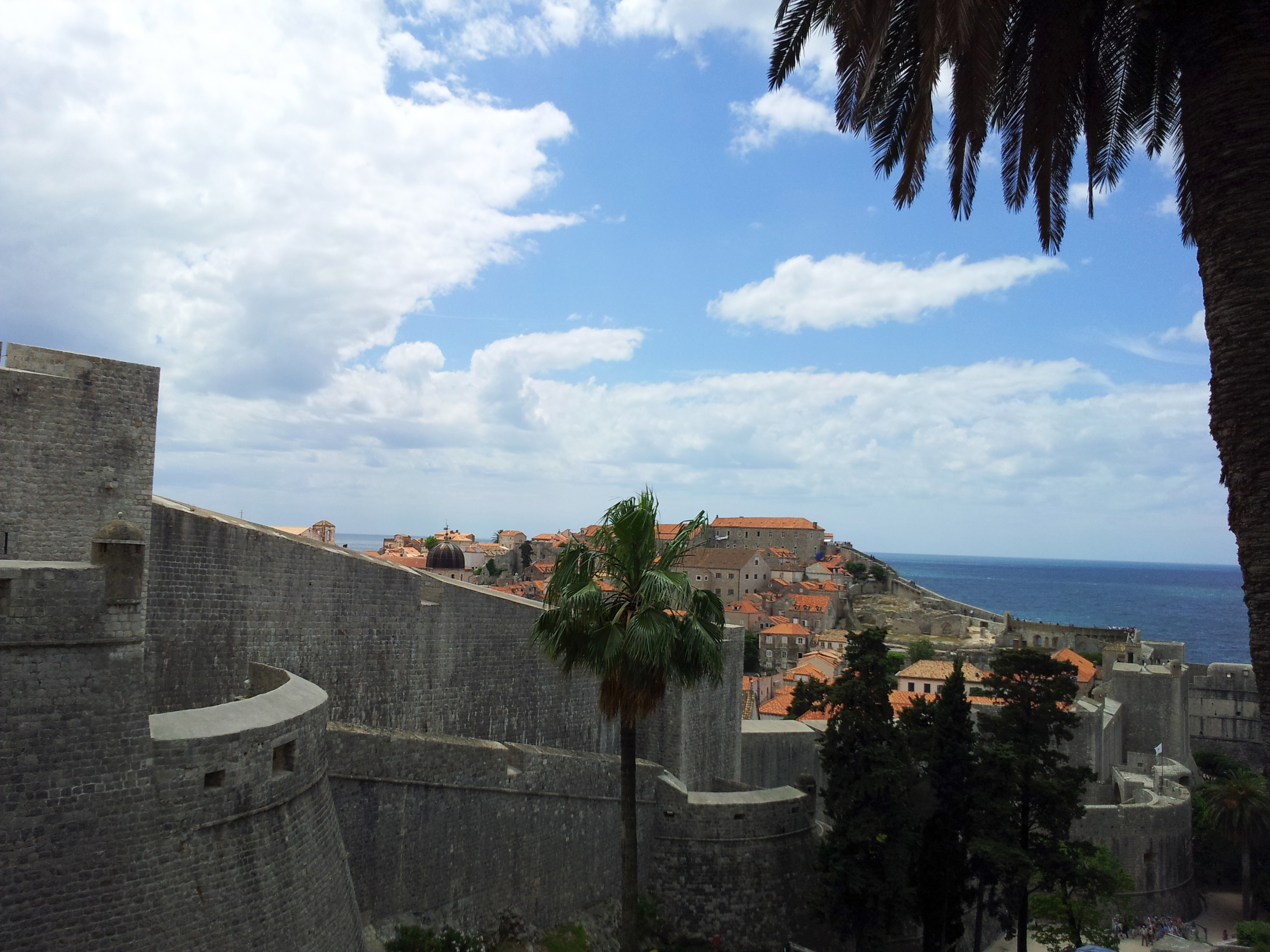
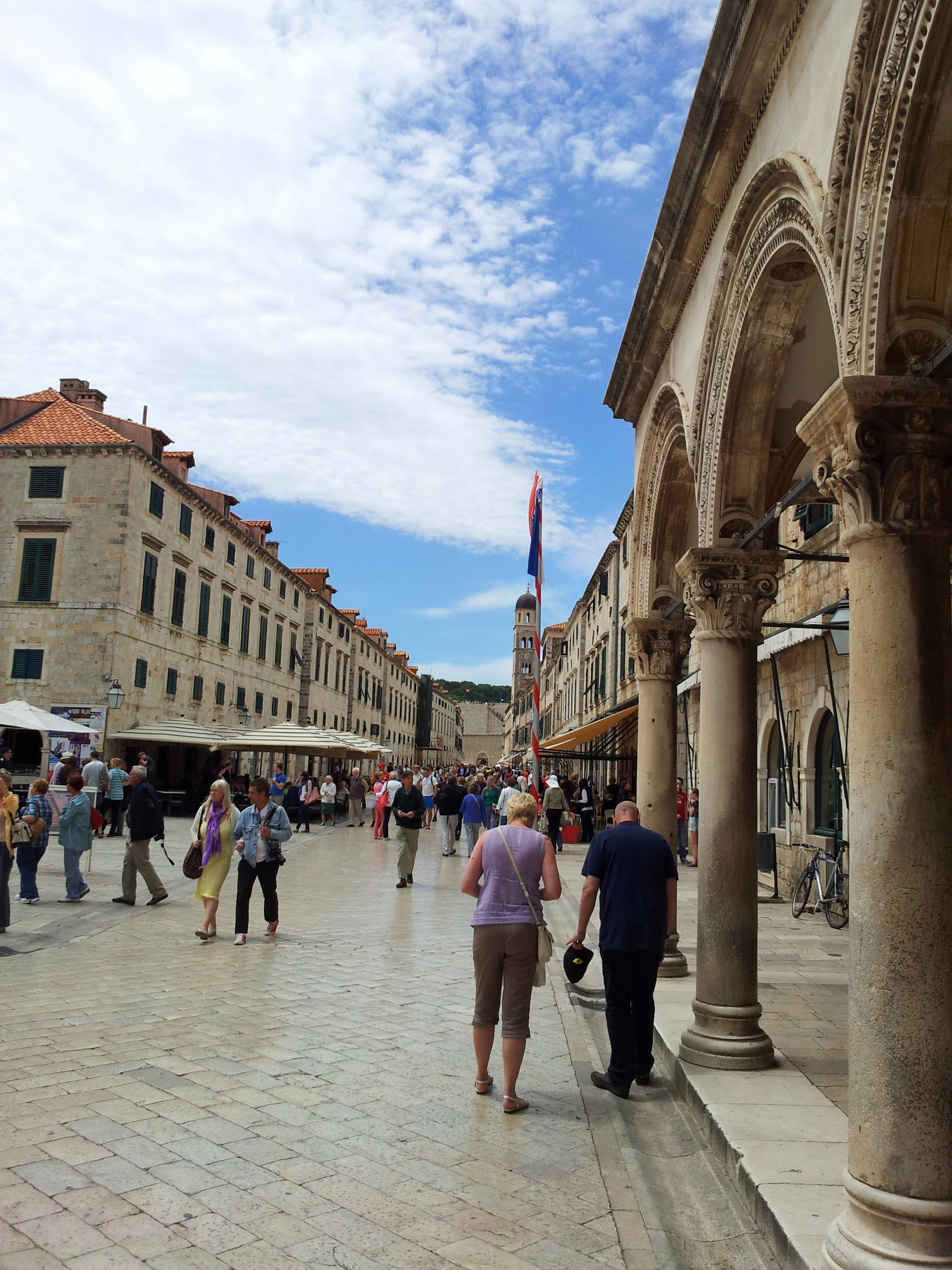
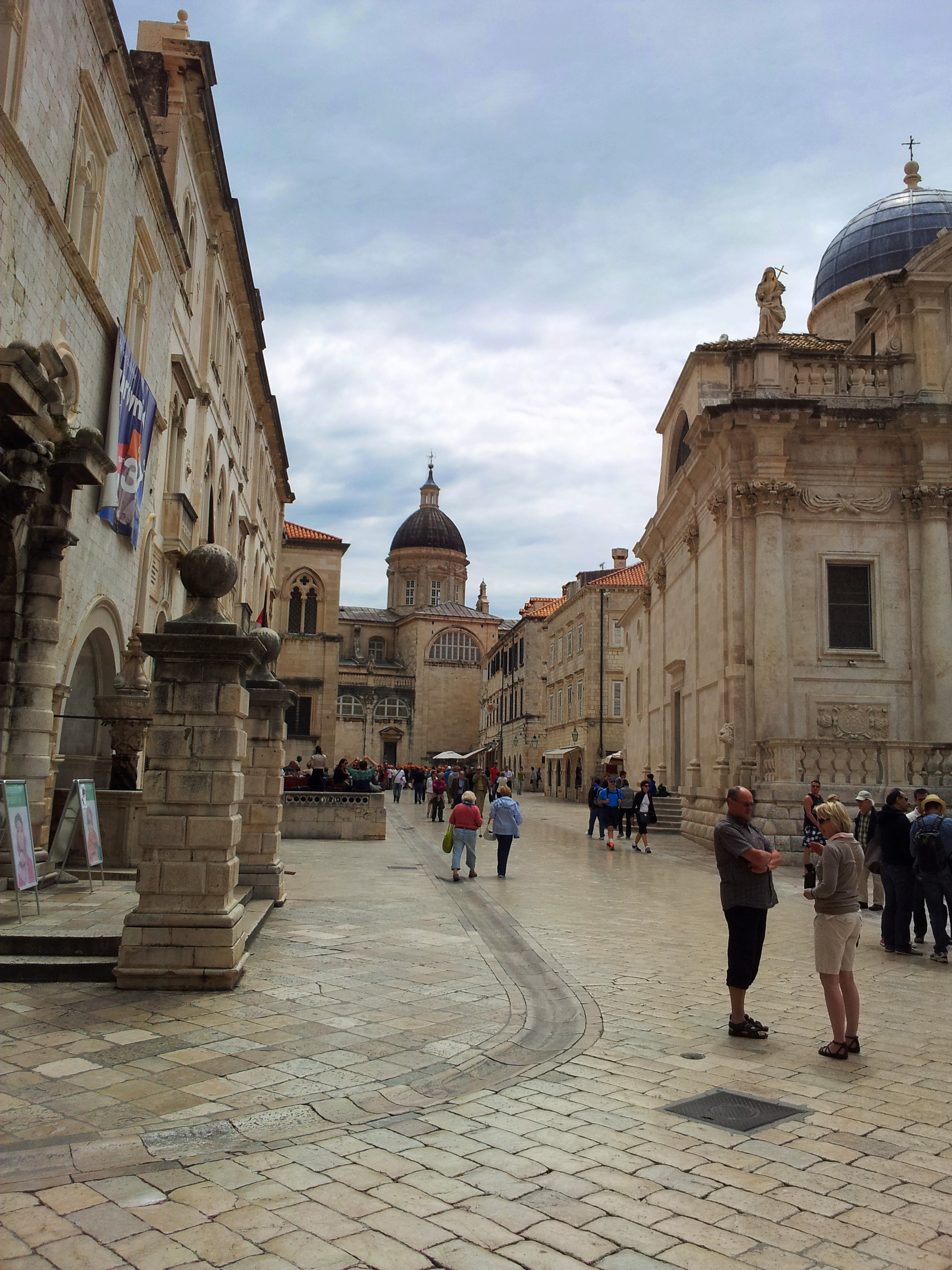
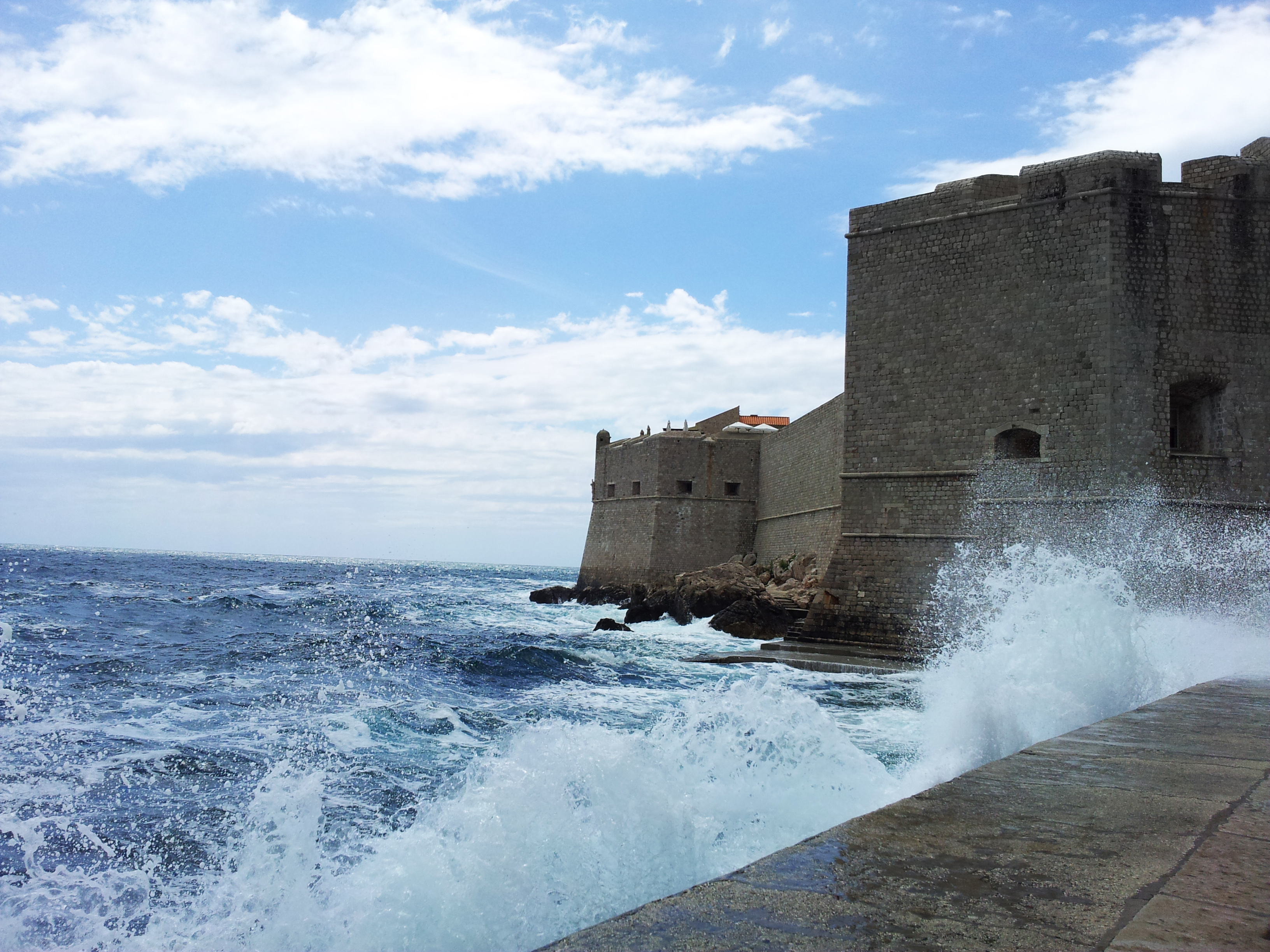
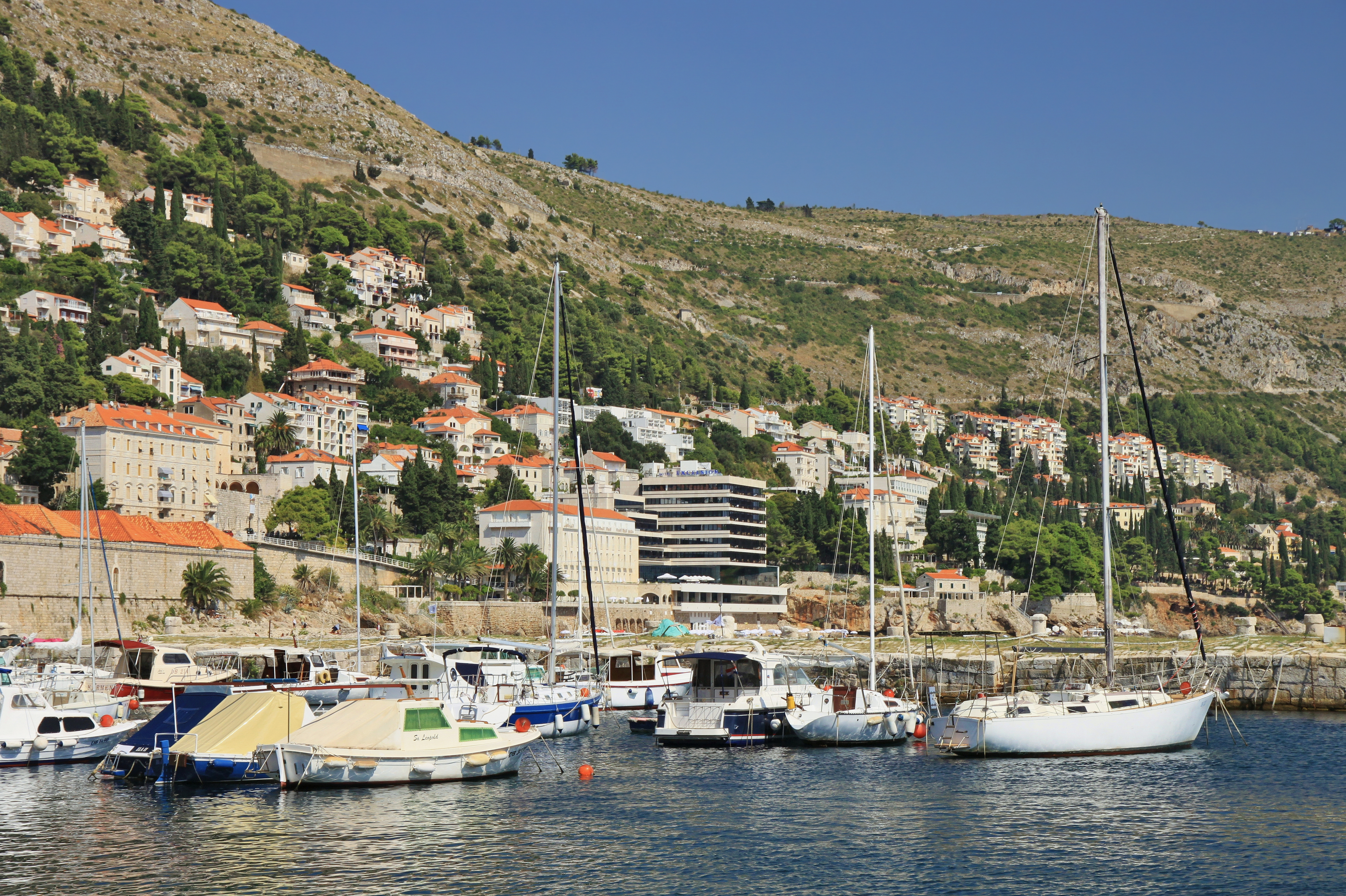
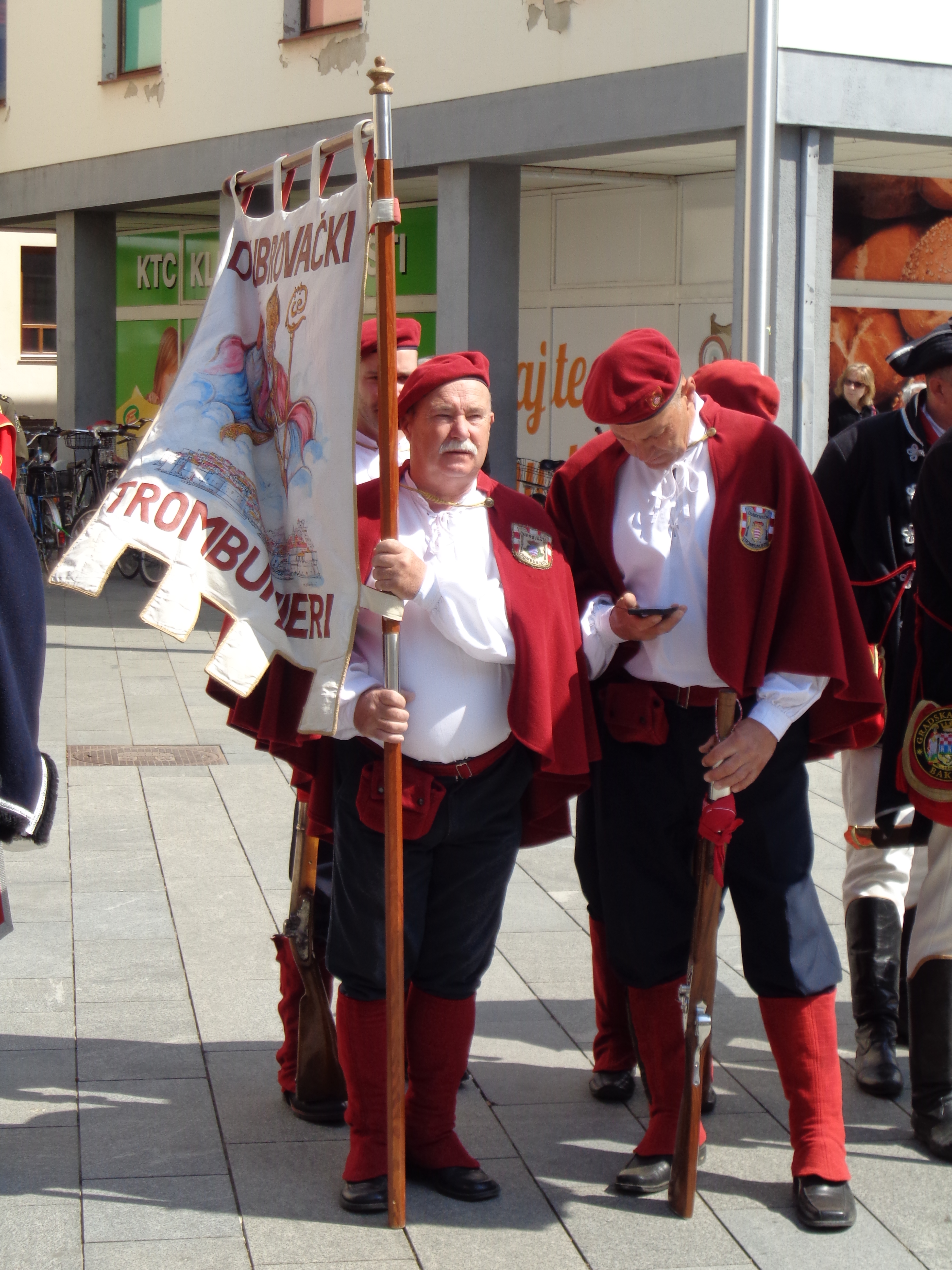
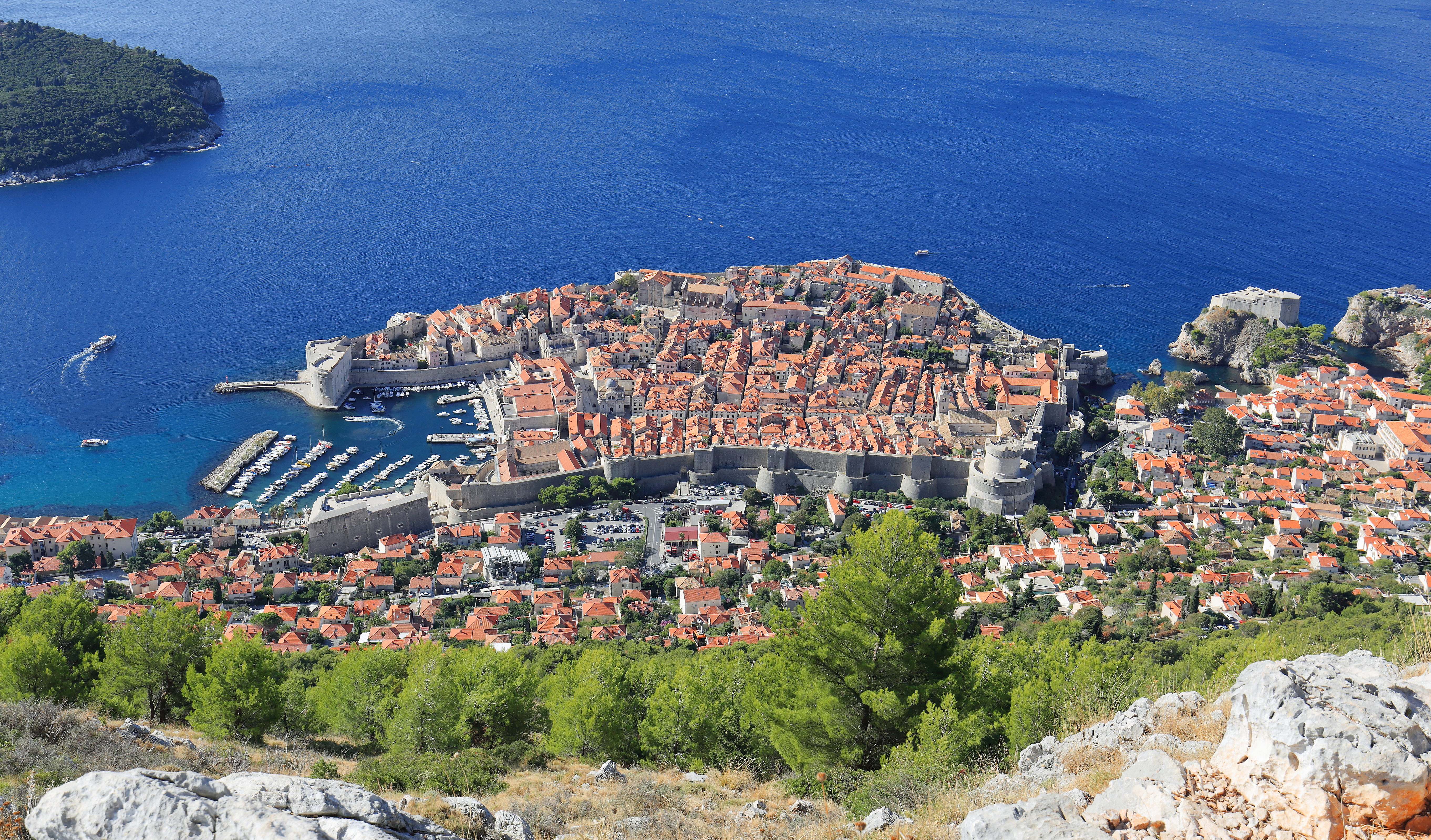
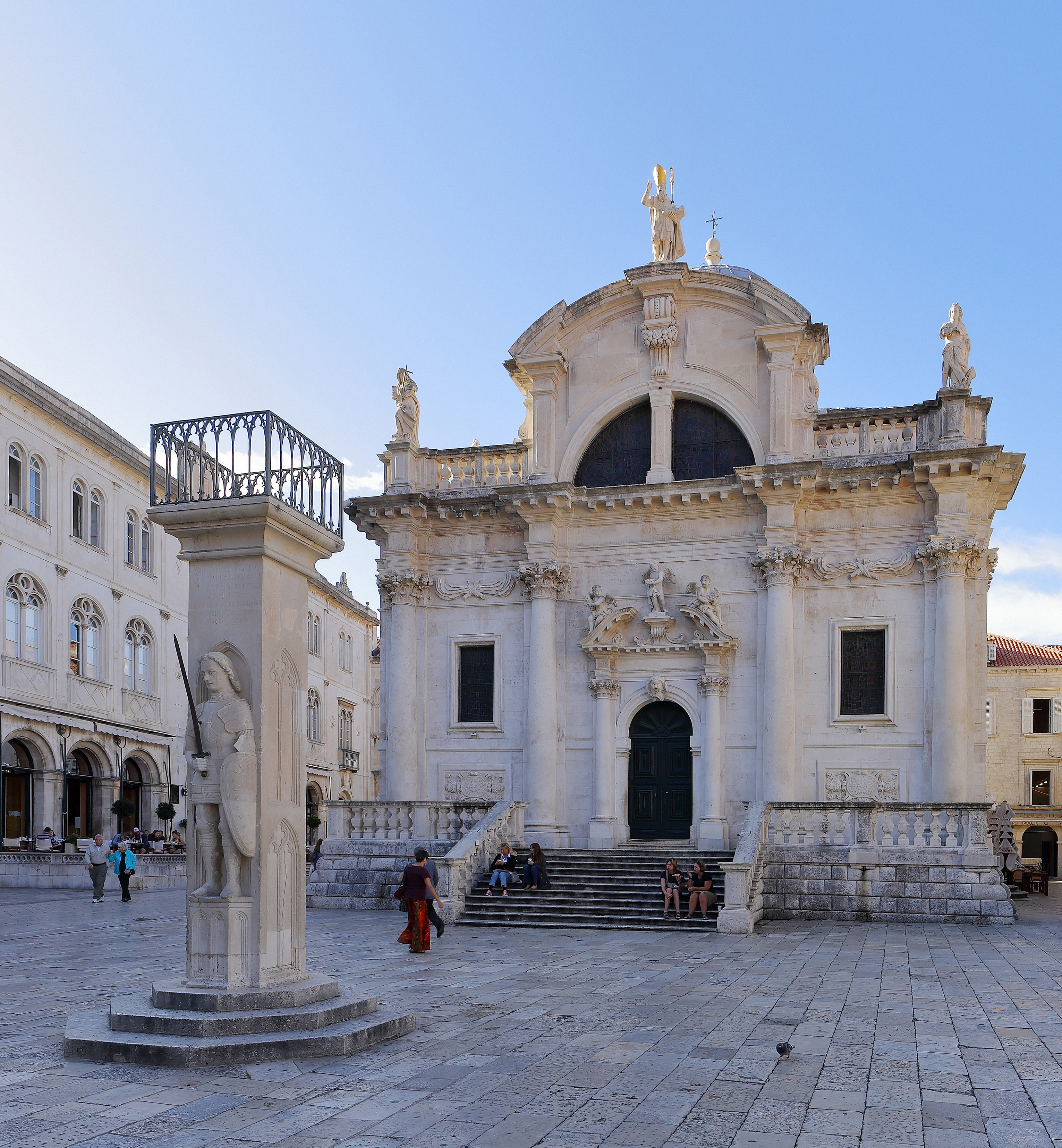
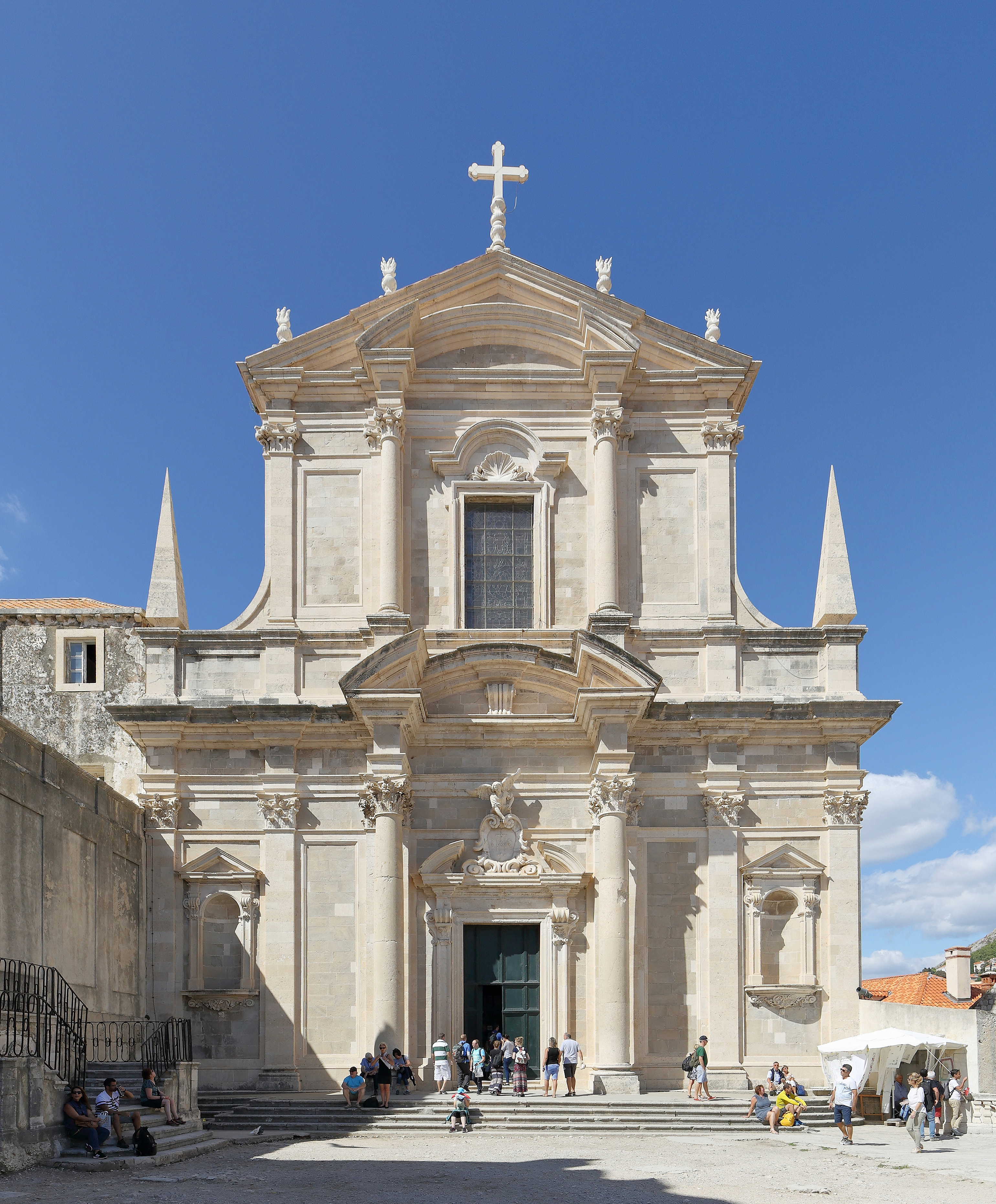
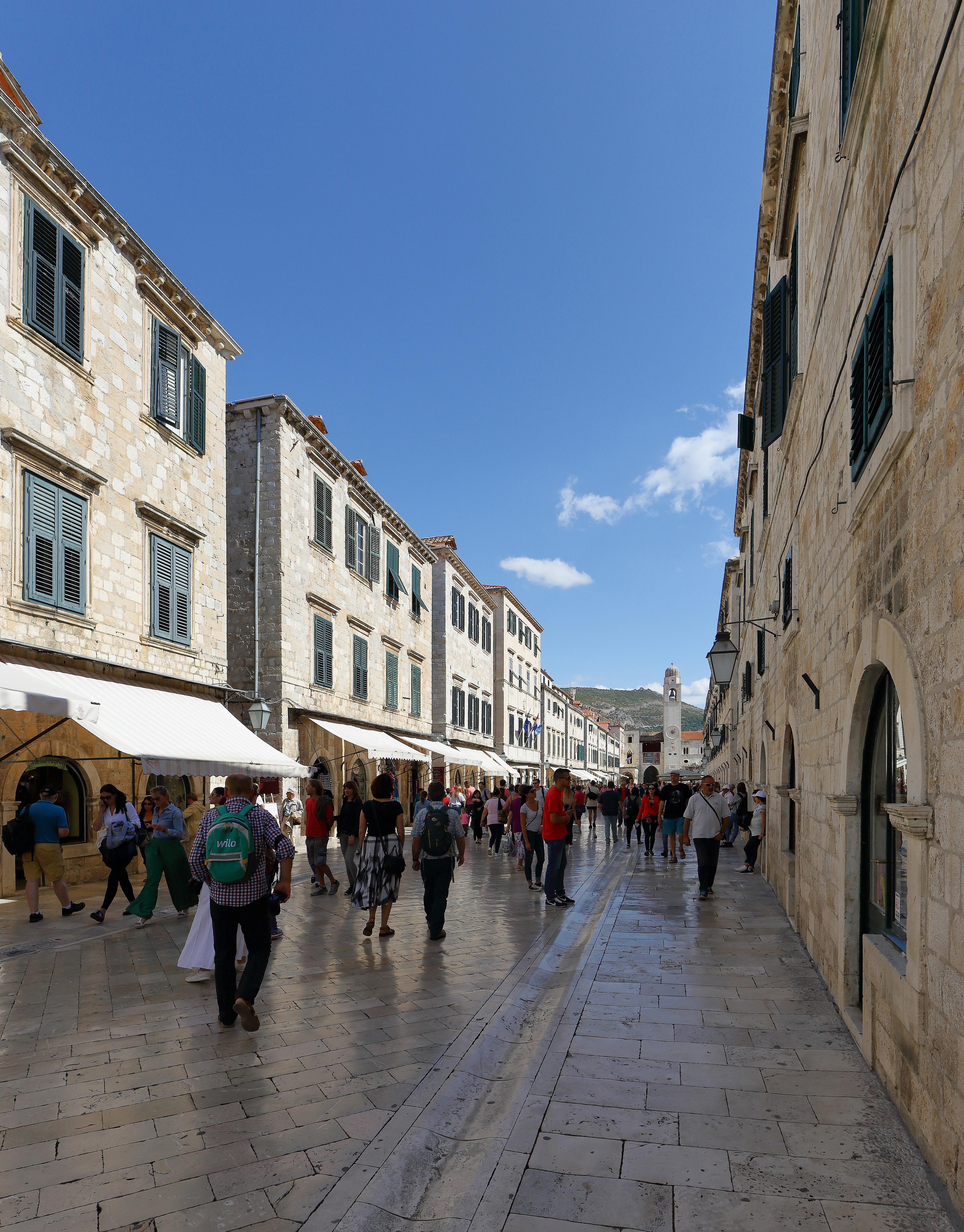

## Lịch sử